# Manuel Joaquim Raspall i Mayol
Manuel Joaquim Raspall i Mayol   (Barcelona, 24 de maig de 1877 - la Garriga, 15 de setembre de 1937) va ser un arquitecte modernista i noucentista català.
No va tenir la fama dels seus predecessors i mestres Domènech i Montaner o Puig i Cadafalch, que havien gaudit de l'interès de les grans fortunes i els mecenes entre els seus clients. Tanmateix, va saber adaptar-se a un temps canviant i la seva obra va del modernisme al noucentisme per acabar en un art déco incipient. La major part de les seves obres es concentren a Barcelona i al Vallès Oriental, principalment a la Garriga i Cardedeu, algunes de les quals, avui considerades Bé Cultural d'Interès Nacional, van estar a punt de caure sota les excavadores a la dècada de 1970. A més, va actuar com urbanista i arquitecte municipal de l'Ametlla del Vallès, la Garriga, Caldes de Montbui i Granollers, en un període de creixement que va forçar a aquests municipis a desenvolupar un planejament urbanístic vigent fins a la dècada de 1980.
Raspall va ser una persona oberta a la col·laboració i compromesa amb les activitats socioculturals del seu entorn vallesà; va escriure a la premsa local, participava en tertúlies intel·lectuals i va organitzar festes i congressos en un ambient de polítics, músics i escriptors que venien a la Garriga atrets per la nova moda de la burgesia de principi de segle xx.

## Biografia

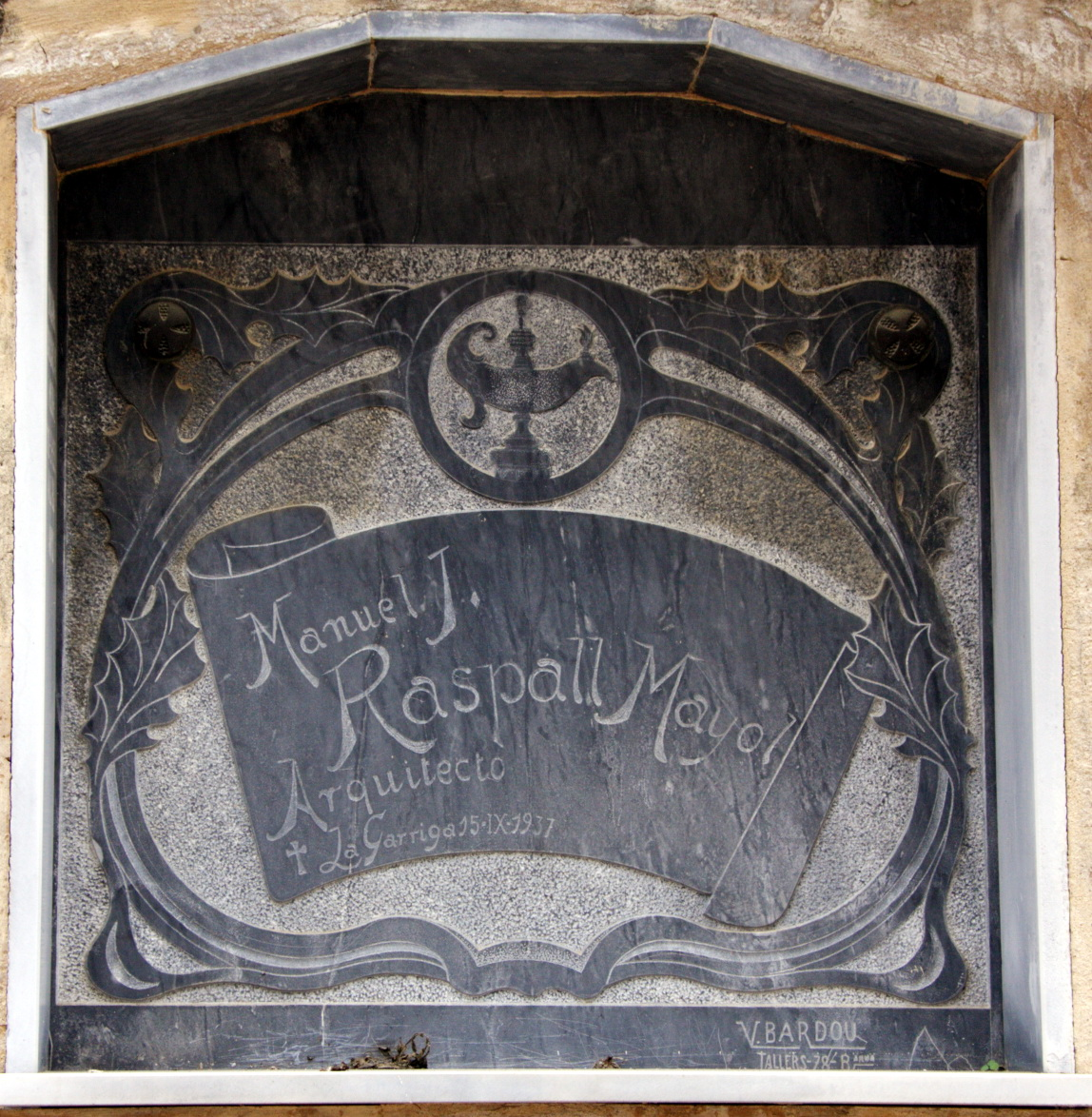
Tomba de Raspall a la Doma

Nascut al carrer del Pi de Barcelona, era el segon de quatre germans fruit del matrimoni de Joaquim Raspall i Masferrer, un indià que havia tingut un negoci de cacau i xocolata a l'Havana, i de Mercè Mayol, filla de «can Mayol de la plaça» situada al carrer dels Banys de la Garriga. El seu germà gran, Manuel, havia mort amb tres anys i els seus germans més petits eren: Martí, un enginyer amb qui compartiria algun projecte, Mercè i Cèlia.
El 22 de febrer de l'any 1906 es va casar amb Esperança Linares, la qual va morir el 19 de novembre de 1914. Es tornà a casar el 13 de novembre de 1922 amb Susana Causadies (1895-1981). En cap dels dos matrimonis va tenir fills.
Va caure malalt l'any 1934 i va morir a la casa de la Garriga el 15 de setembre de 1937 i va ser enterrat al cementiri de la Doma.

### Estudis
Després d'estudiar al parvulari, d'una certa renovació pedagògica, de madame Amèlia Sui, va anar al col·legi d'Ignasi Ramon Miró, on destaca pel seu interès per l'escultura. Va assistir a classes de dibuix i escultura amb Pelegrí Talarn, fill de l'escultor Domènec Talarn. Va acabar el batxillerat el 1891 amb catorze anys.
Manuel Joaquim Raspall i Mayol va decidir estudiar arquitectura l'any 1887 a la festa de la col·locació de la primera pedra del monument a Colom, obra del seu cosí Gaietà Buïgas i Monravà, festa a què assistiren l'alcalde Rius i Taulet i el bisbe de Barcelona Dr. Jaume Català i Albosa.
Va estudiar arquitectura a l'Escola d'Arquitectura de Barcelona entre el 1891 i 1904, on va ser deixeble d'alguns dels arquitectes de la primera generació modernista, com l'arquitecte Lluís Domènech i Muntaner, Antoni Maria Gallissà i Josep Puig i Cadafalch. Entre els seus companys va coincidir amb Eduard Maria Balcells, Pere Domènech i Roura i Josep Goday. L'any 1899, va participar en l'Exposició de Belles Arts de Barcelona amb unes aquarel·les.
Va acabar els estudis d'arquitecte el 30 de juny de 1904. A partir de 1906 va establir el seu despatx als baixos de la casa paterna —construïda pel seu cosí Gaietà Buïgas i Monravà—, si bé una part important de la seva activitat professional la va desenvolupar des de la Garriga, on va viure llargues temporades.

## Activitats culturals i socials
A més de la feina d'arquitecte, Raspall alternava la vida i el treball a Barcelona amb les estades a la Garriga i les tertúlies al balneari Blancafort i a la Fonda Europa de Granollers, freqüentats per intel·lectuals i polítics, com Cambó, Rusiñol, Eugeni d'Ors o Josep Maria de Sagarra.
Va ser un dels promotors de les festes modernistes del «Teatre de la Naturalesa» celebrades al bosc de can Terrers (la Garriga) entre 1910 i 1914, a les quals van assistir milers de persones.
El 1928 va confeccionar la primera catifa de flors per a les festes de Corpus a la Garriga, davant de Can Raspall.
Va col·laborar en entitats, associacions i actes culturals diversos. Va ser membre de la secció d'arts de l'Ateneu Barcelonès l'any 1914, i membre de la junta de govern del Reial Cercle Artístic el 1928.
El 1924 va ser promotor i copropietari del «Casino de la Garriga», establert en un edifici obra de Xavier Turull i Ventosa, del que l'any 1926 va formar part de la junta directiva. L'any 1932 va participar en el primer Congrés d'arquitectes de Llengua Catalana.
També escrivia a la premsa comarcal; entre l'11 de juliol de 1914 i 15 de desembre de 1917 va col·laborar al setmanari La Comarca de Granollers. El 6 de desembre de 1925 va publicar a La Gralla de Granollers i el 1926 va dibuixar la capçalera del Diari de Granollers, en el qual va col·laborar fins al 10 de desembre de 1929.
Paral·lelament, va assajar altres camps culturals com la pintura, on destaca una col·lecció de dibuixos de patis mallorquins exposada el 1914, i la literatura, escrivint i estrenant diverses obres de teatre, d'entre les quals ens han arribat Lo pessebre (1894) i el monòleg De 2 a 4 consulta (1897). Va escriure la lletra la sardana, «Els canonges de Granollers» musicada per Josep Maria Ruera i Pinart i dedicada a elogiar unes pastes típiques de Granollers per a les quals el mateix Raspall havia dissenyat el dibuix de l'embolcall.
A les darreries de la seva vida, va començar a escriure les seves memòries, però no va poder acabar més que l'etapa d'infantesa.
L'octubre de 2009, l'Ajuntament de la Garriga va començar el procés per a nomenar-lo «Persona Il·lustre de la Garriga».

## Activitat professional

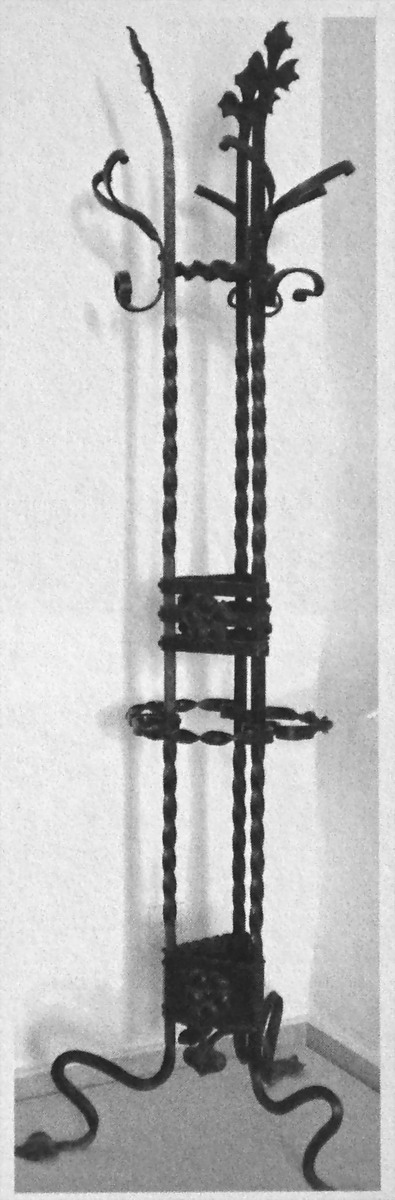
Penjador i paraigüer. Casa Golferichs. Cardedeu

A diferència dels seus mestres Domènech i Puig, Raspall no va viatjar ni va estudiar el passat com a fórmula d'inspiració i desenvolupament professional. Va ser un personatge molt més centrat en un coneixement dels costums locals, orientat al camp i el contacte amb la natura que li proporcionaven les seves estades a Granollers i la Garriga.
El seu període de màxima activitat es produeix entre 1905 i 1911 quan, a més d'assumir les responsabilitats d'arquitecte municipal de diverses poblacions, ha d'atendre les demandes dels clients que volen instal·lar-se a les torres d'estiueig.
La seva obra és extensa i abasta una àmplia diversitat d'edificacions: relacionades amb el món de l'espectacle (teatres i cinemes, plaça de toros, velòdrom), edificis públics (escoles, cementiri, ajuntament, esglésies), habitatges (torres senyorials, cases modestes, edificis plurifamiliars, hotel, asil), a més dels treballs de planejament urbanístic que va fer com a arquitecte municipal.
Entre els noms documentats que es coneixen dels col·laborados del seu despatx hi figuren Avelino Gras Arnau, un aparellador que posteriorment va posar despatx amb l'arquitecte de Granollers Miguel Niubó i Munté i que va ser tinent de l'exèrcit abans de 1934, per tornar-se a incorporar al servei militar de ponts i camins l'any 1939; el delineant Emili Blanch i Roig, que posteriorment es va llicenciar com a arquitecte, va exercir a les comarques de Girona i va exiliar-se a Mèxic després de la guerra; i amb el seu nebot polític August Miret i Baldé, que el va substituir en tots els encàrrecs i com a arquitecte municipal de Cardedeu quan Raspall va caure malalt a partir de 1934.

### Dissenyador

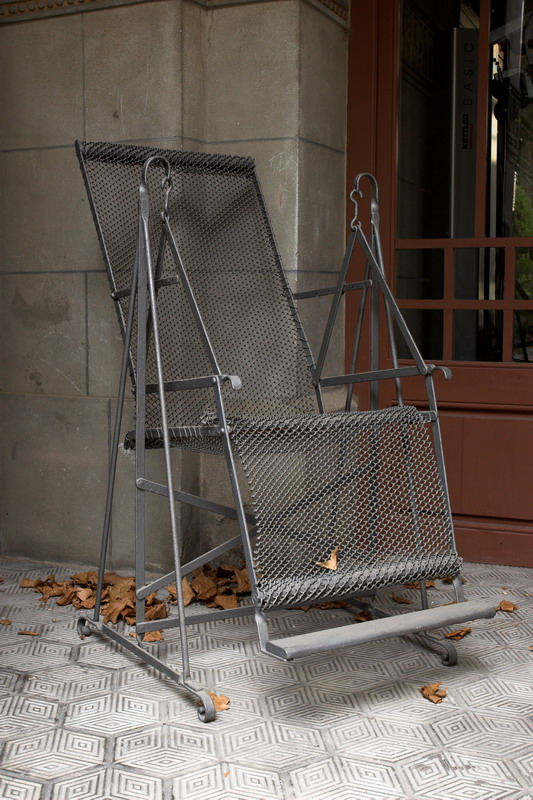
Butaca basculant de Can Viader

La seva faceta de dissenyador és la menys coneguda, però la seva aportació als acabats interiors arriba a ser integral en obres com l'Alqueria Cloelia, la Casa Barbey, la botiga Texidor, Can Millet, la casa Bosch o la torre Viader.
Seleccionava o dissenyava els elements d'acabat: llars de foc, jardineres amb trencadís, làmpades o mobles. Alguns d'aquests dissenys res no tenen a veure amb l'arquitectura i més aviat sembla que ho entenia com un complement a la seva polifacètica activitat com és el cas de la capçalera del Diari de Granollers, la butaca basculant de la torre Viader, el paraigüer de la casa Golferichs-Rovellats o la coberteria de la Fonda Europa, feta amb motiu de la visita del rei Alfons XIII a Granollers.
Per a la parròquia de Sant Cugat del Rec de Barcelona va dissenyar el 1914 la bandera de l'«apostolat de l'oració». Era una bandera centrada per un cor sagnant i una corona d'espines sobre una creu blava amb un arabesc vermell i daurat d'estil modernista. El 1923 també va dissenyar la bandera que utilitzava la «colla de Sant Medí» que ell mateix havia fundat.

### Urbanista
Just quan Raspall va obtenir el títol d'arquitecte el 1905, la llei va obligar els municipis a incorporar en plantilla un arquitecte municipal. El mateix any, Raspall va ser nomenat arquitecte municipal de Cardedeu.
El 14 de gener de 1906 va ser nomenat arquitecte de l'Ametlla del Vallès i l'1 d'agost del mateix any ho va ser de la Garriga. El setembre de 1907 ho va ser de Granollers i l'any 1909 de Caldes de Montbui. Anys més tard, entre 1924 i 1931 també ho serà de Montmeló.
Des d'aquesta responsabilitat, a Raspall li va correspondre liderar el planejament urbanístic i la creació dels eixamples d'uns pobles que es transformaven d'una agricultura decadent de final del segle xix, cap a una lleugera industrialització i, especialment, una forta demanda del que, ara coneixem com a «sector serveis», potenciat per l'arribada del ferrocarril.
A la Garriga, basant-se en un pla urbanístic anterior, fa el seu desplegament entre la carretera i la via del ferrocarril amb l'eixample que envoltarà el passeig i on es construiran les principals torres d'estiueig. Fa les urbanitzacions i alineacions corresponents, així com alguns dels edificis públics propis d'un poble en expansió, com els safareigs, les fonts o l'asil. El 1928, fa el traçat de la «carretera nova», és a dir de la circumval·lació que esquivaria el centre del poble i que coincideix amb el traçat actual. El 1924 Raspall va projectar el barri de Can Noguera, a l'altra riba del riu, que fins a aquell moment havia estat una barrera natural. Desplega el clavegueram en bona part de la població durant la dècada de 1930, a més de la millora de carrers amb l'empedrament amb llambordes.
A l'Ametlla del Vallès va realitzar el planejament urbanístic impulsat per l'alcalde Bassa que va apostar per un poble modern que, fins a aquell moment, estava centrat en una activitat agrícola amb nuclis aïllats al voltant de les grans masies. El pla urbanístic de 1907, que va ser vigent fins a final del segle xx, fixava una traça que es desenvolupava al voltant del nou passeig (peça clau en un poble d'estiueig) i que, junt amb el carrer principal (1904), enllaçava el barri de la sagrera, al voltant de l'església amb el del raval, al voltant de la carretera de Sant Feliu de Codines a la Garriga. Raspall va ser el millor aliat en la modernització de Bassa que va portar l'electricitat (1915) i el telèfon (1909), va construir un cafè-bar i una sala de teatre per fomentar les activitats col·lectives, així com la creació d'escoles públiques (1913), edificis tots ells construïts per Raspall.
A Granollers desenvolupà l'eixample creixent cap al sud en paral·lel al riu Congost. Aquí les construccions són més senzilles, en tractar-se d'una ampliació per creixement urbà de classes modestes per a atendre la demanda de la transformació fabril de Granollers, a diferència del que va succeir a la Garriga o Cardedeu uns anys abans.

### Arquitecte
La reforma integral de la casa de la seva mare va ser la seva primera obra, el 1903, abans i tot d'acabar la carrera. És la seva única obra neogòtica i manté semblances a «Els Quatre Gats» de Josep Puig i Cadafalch.
El fenomen social de l'estiueig que va caracteritzar el Vallès Oriental a principi del segle xx coincideix de ple amb l'activitat de Raspall, fet que orientarà una part de la seva obra en aquesta comarca a cases jardí per estiuejants —principalment de Barcelona. Amb tot, la seva condició d'arquitecte municipal li va permetre construir obres civils com ara els safareigs municipals i la font a la Garriga o l'ajuntament de l'Ametlla del Vallès. La forta activitat constructiva de les classes benestants que adopten el modernisme, també és seguida per clients locals de la Garriga i Cardedeu que construeixen mansions per ús personal o per ser llogades als nouvinguts. Amb tot, també trobem dins la seva obra habitatges més senzills, especialment a la darrera època, on la seva influència només s'aprecia als elements decoratius de la façana.
El seu interès pel teatre també va arribar a les seves construccions en ser un home preocupat pels aspectes culturals. A Barcelona va construir El Molino, el teatre Balear, el teatre Còmic, el teatre Gran Via i el teatre España.
Raspall, enquadrat en la segona generació d'arquitectes modernistes, és un dels que més va treballar al llarg de quasi trenta anys de professió, amb més de 760 intervencions documentades. Tot i que se'l coneix com un arquitecte modernista, el conjunt de la seva obra va evolucionar des de l'estètica modernista (1903-1914) a la noucentista (1914-1926) i, finalment la déco (a partir de 1926).

### Trets característics del seu estil
Raspall incorpora en cada moment els elements més significatius dels estils arquitectònics contemporanis, i es caracteritza per la creació d'un llenguatge propi, en certa manera individualista.

#### Formes
| Formes exteriors | Són constants en el seu estil l'ús de certes formes de la natura, medallons amb cintes, l'ornamentació de les llindes de finestres i portes. En els primers períodes les cintes i medallons segueixen un estil d'aproximació a les formes florals i perfils curvilinis. A mesura que s'avança en el temps, les formes es tornen rectilínies i acabaran sent geomètriques. |

#### Materials
| Materials | El sòcol de pedra, que mantindrà en tots els períodes. Pedra o esgrafiat a les façanes, normalment de forma molt discreta, donant un toc de personalitat als capcers o decorant alguna finestres. En tots els períodes utilitza el totxo per fer llindes, arcades sovint decoratives, o per subratllar les formes amb una lleugera impostació i donar caràcter a portes i finestres. Són característiques la col·locació en forma d'escala invertida. |

#### Ceràmica i mosaic
| Ceràmica i mosaic | Va utilitzar el trencadís i ceràmica per afegir color a les tanques exteriors, als ampits, bancs, xemeneies i columnes. La ceràmica de dissenys florals, típica del modernisme, la fa servir pels arrambadors, als porxos i escales. El mosaic el va utilitzar en elements emblemàtics com ara els escuts de caràcter catalanista que els seus clients gustaven de lluir a façanes o llars de foc. Va col·laborar amb Raspall com a mosaïcista en Lluís Brú i Salelles des de 1907 al Palau Nadal i en més de vint intervencions documentades, entre les quals una part dels treballs del Cementiri de Cardedeu, la botiga Texidor a Barcelona i la Casa Barbey a la Garriga. |

#### Vitralls
| Vitrall | Els colors pastel són l'element principal en els vitralls que remeten a temes florals i vegetals. Varen ser un dels elements importants de la decoració raspalliana amb 37 obres documentades, si bé els dissenys més sofisticats són al període modernista i la seva presència va minvar en els posteriors. |

#### Forja
| Forja en coup de fouet | Forja noucentista | Forja amb formes geomètriques | El ferro forjat sempre hi serà present, si bé evolucionant des de les formes més sofisticades del modernisme a la corba predominant a l'etapa noucentista i, finalment, utilitzant les formes geomètriques en el darrer període. En els treballs de forja, destaca l'obra dels Canamassas de la Garriga, que varen treballar a l'Exposició Internacional de 1929 a Barcelona. |

### Període Modernista (1903-1914)

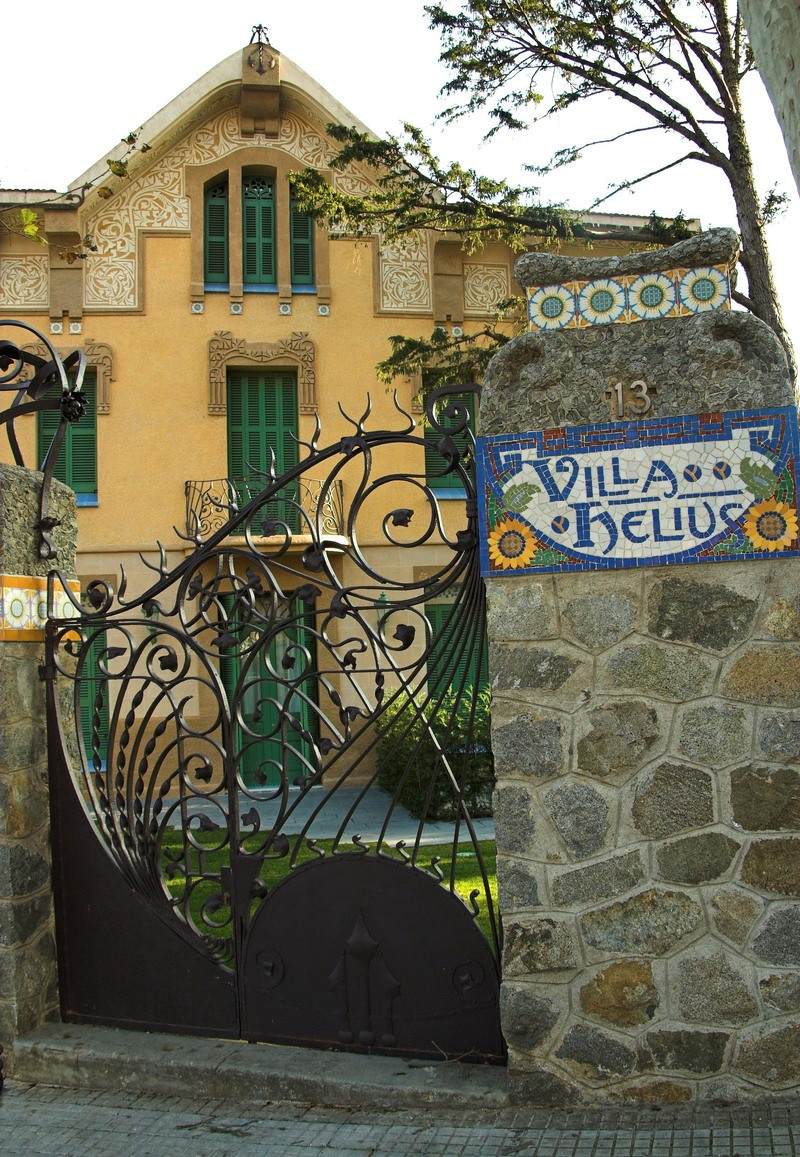
Villa Helius recull el mosaic, l'esgrafiat i la forja modernista utilitzat per Raspall

Joan Bassegoda destacava la peculiar forma en què Raspall combinava elements modernistes i models vienesos que agradaven als professionals catalans de l'avantguerra europea, amb els quals creava nombroses variants de la casa a quatre vents amb terrasses a diferents nivells, elements verticals, com les torres-mirador, ceràmica i mosaic que aportaven color i una especial sensibilitat per la forja amb abundància de coup de fouet.
Incorpora les impostes de ceràmica amb doble filet, les llindes corbades, el trencadís, el mosaic i els esgrafiats.
Un altre element característic d'aquesta etapa és l'ornamentació amb aplacats d'obra, representant cintes i florons.
La forja té un paper fonamental en baranes reixes i portalades amb la forma de coup de fouet, característica dels edificis modernistes.
Amb un modernisme sense estridències destaquen els capcers i les xemeneies com a peces més decorades. En els esgrafiats, habitualment sobris amb excepcions com la Casa Viader a Cardedeu, Raspall dona un paper important al color. Cada casa té una tonalitat específica. Aquest aspecte ressalta de forma singular a la mansana Raspall de la Garriga on trobem quatre de les millors obres cadascuna amb un color propi que, més enllà de l'esgrafiat, apareix a la ceràmica, les tanques del jardí i les finestres, imprimint una personalitat singular.
Quan no utilitza esgrafiats, opta per la pedra nua, amb semblança als murs de les masies de la zona. A l'Ametlla del Vallès hi ha algunes de les obres més genuïnes d'aquest període (el cafè del Dr. Bassa, Cal Barber), si bé les cases-jardí modernistes més espectaculars són les de la Garriga (mansana Raspall, cases de Joan Colom, etc.) i Cardedeu (Alqueria Cloelia, Casa Viader, etc.).
Destaquen també el disseny de les finestres pseudo-geminades unides per la part corba, trencant els cànons arquitectònics més bàsics.

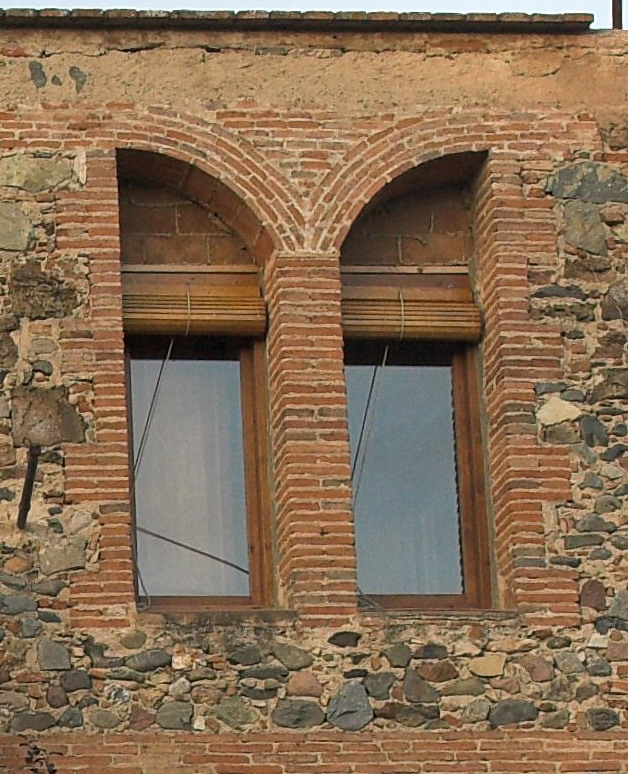
l'Ametlla del Vallès
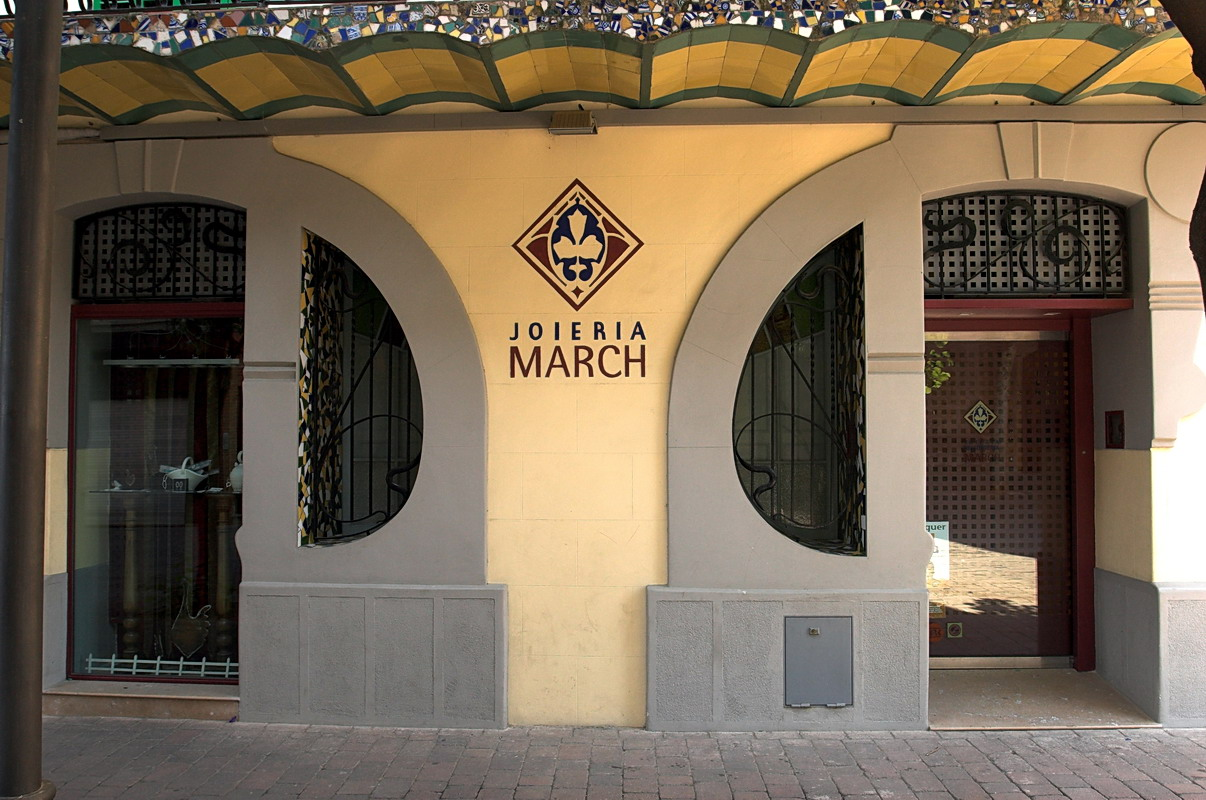
Cardedeu
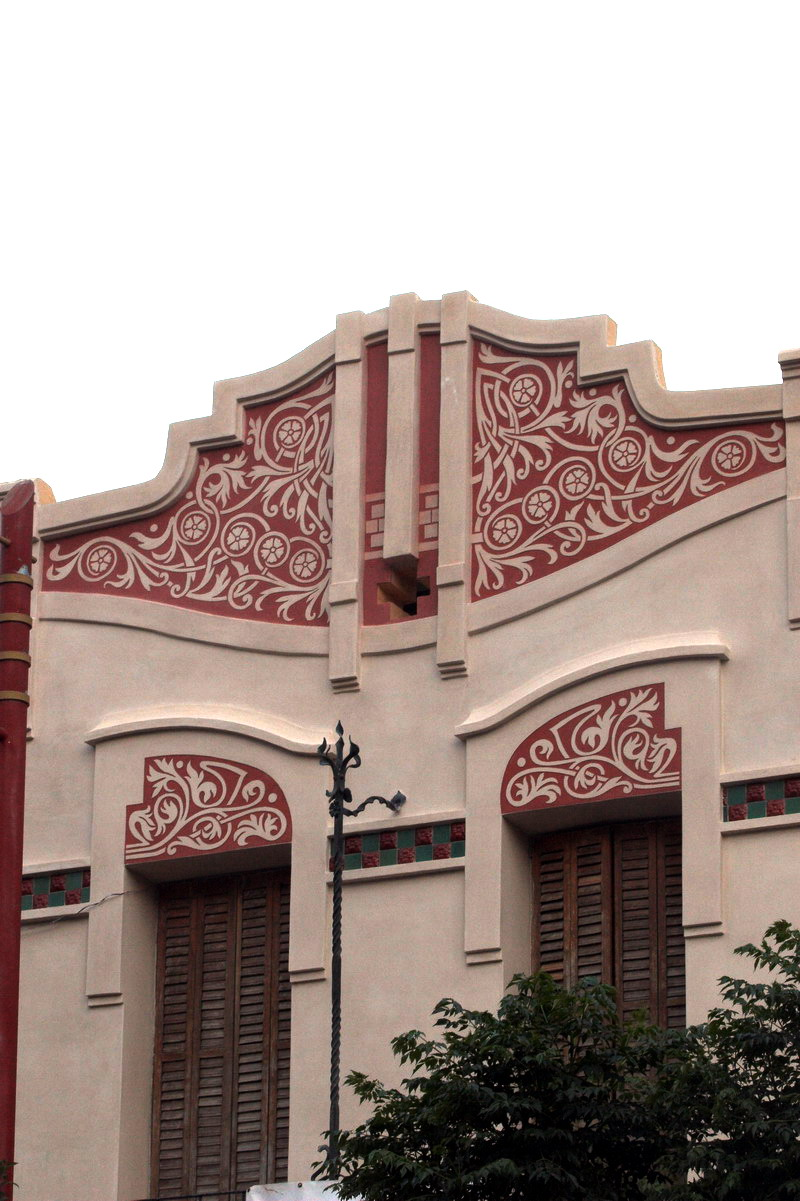
la Garriga

### Període Noucentista (1914-1926)
El noucentisme apareix com a reacció al modernisme, i cerca la precisió, la serenitat, l'ordre i la claredat. En l'obra de Raspall, la influència d'aquest moviment es manifesta en la simplificació de les façanes, fent-les més planes, reforçant, en alguns casos, els acabats esgrafiats. També simplifica la forja cap a formes més curvilínies, però sense sofisticacions. Apareixen algunes finestres de mansarda, com a la casa Sebastià Costa de Granollers o elements decoratius neogòtics, com a la casa Bossy, també a Granollers.
Els vitralls adopten una estructura de fusta en lloc d'emplomat amb dissenys de cistells de flors i elements vegetals.
Manté el sòcol de pedra i les impostes en maó per emmarcar finestres i portes.
D'aquest període destaca el cementiri de Cardedeu, fet en granit, l'asil «La Caritat» de la Garriga, la granja i la torre Viader de Cardedeu, i el teatre el Molino de Barcelona.

### Període Déco (1926-1933)
La majoria de les seves obres d'aquest període són a Cardedeu i Granollers i es tracta de cases senzilles entre mitgeres, habitualment de planta baixa. Bàsicament ubicades als eixamples d'aquestes viles, moltes han desaparegut en els darrers anys del segle xx, període de gran transformació, sovint poc controlada.
A la senzillesa de les edificacions, s'afegeix la simplicitat de l'estil. Les façanes són arrebossades amb dibuixos geomètrics i reixes de formes lineals. De les cases no desaparegudes d'aquest període destaquen la casa Morgades, Agustí i Miró, totes de Cardedeu, i les cases Mònic de Granollers.

## Obra

### Barcelona
| Any       | Nom | Ubicació                                                                             | Descripció | Estat                                           | Foto |
| --------- | --- | ------------------------------------------------------------------------------------ | --- | ----------------------------------------------- | --- |
| 1903      | Reforma farmàcia Pedrell                                                                                                  | Sant Pere més Baix, 52 41° 23′ 16.02″ N, 2° 10′ 40.98″ E / 41.3877833°N,2.1780500°E  | Incorporació d'aparadors amb vitralls modernistes. La farmàcia data de 1565 i es va requerir una «modernització» per ubicar i preservar els bots originals de la farmàcia. | Ben conservada                                  | Farmàcia Pedrell |
| 1904      | Residencial La Salle | Joan de la Salle, 18-40 41° 24′ 28.29″ N, 2° 07′ 49.76″ E / 41.4078583°N,2.1304889°E | Conegut també com «Casa Sofia Cuadros de Fournier», per la propietària que la va encarregar. És un edifici modernista actualment dedicat a residència per religiosos, de planta baixa i dues plantes, coronat per una coberta a dues aigües interrompuda per una torre-mirador que apareix en una de les façanes laterals. Motius ornamentals a les façanes, els encerclats de les obertures, els esgrafiats de coronament de l'edifici i els elements de forja del mirador. | ben conservat                                   | Residencial La Salle |
| 1904      | Casa Carme Golferichs Losada                                                                                              | Riera de Sant Miquel, 26                                                             | Es tracta d'una reforma interior d'un habitatge preexistent per la germana de Macari Golferichs, propietari de la Casa Golferichs. Posteriorment va bastir una casa per la mateixa propietària a Cardedeu, que encara es conserva. | Desapareguda                                    | |
| 1904      | Casa Emilia Bonifàs | Psg. Bonanova                                                                        | Apareix a la llista d'obres privades de l'antic municipi de Sarrià fetes entre 1845 i 1922. | Il·localitzada                                  | |
| 1905      | Casa habitatges Magí Llobet Sala                                                                                          | Tapioles, 49-51 41° 22′ 21.05″ N, 2° 07′ 49.76″ E / 41.3725139°N,2.1304889°E         | Dos edificis bessons de cinc plantes en el qual va col·laborar Josep M. Jujol. Amb força decoració, en els quals Raspall assaja solucions que després aplicaria en alguns dels teatres que s'han perdut, com són la barreja de materials en façana, cornises de ceràmica, o les solucions dels balcons que recorden les llotges de teatre. Destaca la pedra de la planta baixa amb uns emmarcats d'art nouveau amb tocs vegetals i el singular coronament de l'edifici, on es barregen ceràmica, maó vist, esgrafiat i elements metàl·lics, amb un desenvolupament estètic de clara influència sezession. Als medallons del coronament figuren les dates d'acabament:1906 i 1907. | Correcte                                        | Casa Magí Llobet Sala |
| 1905      | Taller per a Pere Soler                                                                                                   | Piquer, 35 41° 22′ 23.56″ N, 2° 10′ 08.89″ E / 41.3732111°N,2.1691361°E              | La planta baixa d'aquest edifici totalment reformat, manté la construcció original de pedra amb finestres rematades en maó, amb un disseny de tres buits i llinda curvilínia que més tard farà servir a l'Ajuntament de l'Ametlla del Vallès. | Correcte                                        | Taller per Pere Soler |
| 1905      | Teatre Còmic | Av. Paral·lel, entre els carrer del Poeta Cabanyes i Tapioles                        | Fet on havia hagut un magatzem de Guillem Juncà i Padró, també construït per Raspall. Es va inaugurar el 21 de juny de 1905, va ser ampliat el 1915 i, després d'un procés de degradació per manca de manteniment, va tancar el 17 de maig de 1962. Tenia una capacitat de 600 places i comptava amb un café i una albereda per a realitzar espectacles a l'aire lliure | Desaparegut                                     | Teatre Còmic |
| 1906-1908 | Reformes a Vil·la Hèlius                                                                                                  | Panamà, 13 41° 23′ 43.27″ N, 2° 06′ 27.67″ E / 41.3953528°N,2.1076861°E              | Construcció original de 1866 d'Antoni Rovira i Trias. Encàrrec posterior de Francisco Granés a Raspall, és un edifici aïllat de tres plantes amb coberta a dues aigües, amb una de quadrada adossada a un dels laterals, també amb coberta a dues vessants. Els paraments són estucats amb esgrafiats al voltant de les obertures i sota els ràfecs. Restaurada fa poc temps, encara conserva la distribució dels espais interiors i alguns dels elements modernistes, com ara la xemeneia de la planta baixa o la reixa de la porta d'accés pel carrer Panamà. | Ben restaurat                                   | Reformes a Vil·la Helius |
| 1907      | Nau Industrial de Manuel Larratea Catalan                                                                                 | Pujades, 97 41° 23′ 52.94″ N, 2° 11′ 44.39″ E / 41.3980389°N,2.1956639°E             | Petita nau industrial modernista amb materials i elements usats per Raspall a la zona del Vallès: pedra carejada, maó vist, estucat planxat i elements ceràmics i de ferro forjat combinats entre si. Les dues finestres a banda i banda de la porta, tenen interessants reixes de ferro forjat. Es tracta d'una obra menor però molt representativa de l'activitat del barri a començaments del segle xx. | Regular                                         | Nau Industrial de Manuel Larratea Catalan                                                                                    |
| 1907      | Reforma Casa d'habitatges Rosa Espluga                                                                                    | Rda. Sant Antoni, 22 41° 22′ 47.09″ N, 2° 09′ 48.39″ E / 41.3797472°N,2.1634417°E    | Destaca la tribuna del principal amb vitralls i una forja singular. | Regular                                         | Reforma Casa d'habitatges Rosa Espluga                                                                                       |
| 1908      | Pilar Cabot | Laforja, 53                                                                          | Ampliació de dues plantes en un edifici preexistent. | ?                                               | |
| 1908      | Teatre del Triomf | Rec Comtal, 20                                                                       | | Desaparegut                                     | Teatre del Triomf |
| 1908      | Reforma del Palau Mornau                                                                                                  | Ample, 35 41° 22′ 50.48″ N, 2° 10′ 48.24″ E / 41.3806889°N,2.1800667°E               | Palau del segle xviii que va pertànyer a Josep Francesc Mornau i que fou heretat per Lluís de Nadal i Artós, que el va fer reformar amb motiu del seu casament amb Maria de Quadras i Veiret, filla del baró de Quadras. Hi destaquen els treballs de forja i els vitralls, especialment els de la galeria del primer pis, així com els sostres, la magnífica xemeneia del saló i el pati interior, cobert per una claraboia emplomada. | Restaurat el 2012                               | Reforma del Palau Mornau |
| 1909      | Teatre Gran Via | Gran Via Corts Catalanes - Roger de Llúria                                           | Raspall fa una reforma i ampliació del que havia estat el «Teatre Calvo-Vico» per encàrrec d'Andreu Mestres. Va ser enderrocat el 1918 i a la seva ubicació es va construir l'hotel Ritz. | Desaparegut                                     | Teatre Gran Via |
| 1909      | Casa Josep Filella | Balmes, 149 41° 23′ 39.12″ N, 2° 09′ 21.24″ E / 41.3942000°N,2.1559000°E             | La més gran de les cases d'habitatges de Raspall que continuen en peu. Originàriament, tenia tribunes a les cantonades. | Correcte                                        | Casa d'habitatges Josep Filella                                                                                              |
| 1909      | Teatre Espanya | Gran Via-Paral·lel                                                                   | Va ser un encàrrec de Josep Garcia. La foto és de 1922. Va ser enderrocat el 1928 quan es van construir en aquest espai els hotels per a l'Exposició Universal de 1929. | Desaparegut                                     | Teatro España · Teatro España (alçat)                                                                                        |
| 1909      | Velòdrom Parque de los Sports (construcció efímera)                                                                       | Muntaner - Casanovas - París - Londres                                               | En un solar on havia tingut el seu camp el Futbol Club Barcelona entre 1905 i 1909, Raspall va construir, per encàrrec d'uns belgues, un velòdrom en fusta a Barcelona, que es va inaugurar el 28 de març de 1909 i va durar escassament dos anys. Estava ubicat al carrer de Muntaner, a prop d'on més tard es va construir el bar Velòdrom, fet per Manuel Pastor Boné, un gran aficionat al ciclisme qui potser es va inspirar en aquesta instal·lació per anomenar el bar, tot i que ja feia anys que no existia. | Desaparegut                                     | Velòdrom Parque de los Sports (construcció efímera)                                                                          |
| 1911      | Botiga «Casa Texidor» | Rda. Sant Pere, 16 41° 23′ 18.42″ N, 2° 10′ 18.76″ E / 41.3884500°N,2.1718778°E      | El comerç estava dedicat a papereria i material per belles arts i havia estat fundat al carrer Regomir el 1847 per Josep Texidor i Busquets. Els seus successors decidiren traslladar-lo i encarreguen a Raspall la seva decoració en què van col·laborar Lluís Brú en els mosaics i els germans Boixeras en els vitralls de tons ocres i blaus. Va existir fins a l'any 1995. Actualment és una òptica que ha respectat prou bé la decoració original, si bé va canviar el mobiliari modernista. | Ben conservada                                  | Botiga «Casa Teixidor» |
| 1911      | Magatzems Germans Buxeres                                                                                                 | Comerç, 32-34                                                                        | Magatzems de l'empresa de comerç colonial Buxeres i Font | Desapareguts                                    | |
| 1912      | Edifici d'habitatges Josep Filella                                                                                        | Mallorca, 315                                                                        | Edifici en un sobri i elegant estil noucentista. | Correcte                                        | Edifici d'habitatges Josep Filella                                                                                           |
| 1913      | Casa Clara Lluch | Elisi, 20                                                                            | Reforma i ampliació de tres plantes | Correcte                                        | Casa Clara Lluch |
| 1913      | El Molino | Vilà i Vilà, 99 41° 22′ 28.3″ N, 2° 10′ 02.11″ E / 41.374528°N,2.1672528°E           | El teatre de varietats va començar la seva activitat el 1899 en un barracó de fusta fins que el 1910 es va encarregar a Raspall un edifici estable. La decoració interior, avui perduda, constituïa una mena de «bombonera modernista», en paraules de Lluís Permanyer, mentre que la façana ja era d'una sobrietat noucentista. Les aspes del molí, a imitació del Moulin Rouge parisenc són de la dècada de 1930. | Remodelat                                       | El Molino |
| 1913      | Edifici d'habitatges Francesc Puig Carbó                                                                                  | Pl. Santa Madrona, 2                                                                 | Edifici d'habitatges plurifamiliar de cinc plantes que es desenvolupa formalment i compositiva sota esquemes noucentistes, amb solucions decoratives del darrer modernisme amb formes de clares arrels sezessionistes, com ara els coronaments dels pilars de càrrega o les llindes de totes les obertures. | Correcte                                        | Edifici d'habitatges Francesc Puig Carbó                                                                                     |
| 1913      | Edifici d'habitatges Antoni Eduard Atges. Al núm. 88 hi havia una altra casa feta pel mateix promotor, avui desapareguda. | Mallorca 90                                                                          | Al núm. 88 hi havia una altra casa feta pel mateix promotor, avui desapareguda. | Correcte                                        | Edifici d'habitatges Antoni Eduard Atges. Al núm. 88 hi havia una altra casa feta per al mateix promotor, avui desapareguda. |
| 1914      | Ampliació edifici d'habitatges Josep Faura Roca                                                                           | Pl. Santa Madrona, 1                                                                 | Edifici original de planta i pis que Raspall va ampliar en tres plantes i en va reformar la façana. Es va desenvolupar sota esquemes noucentistes encara amb solucions ornamentals del darrer modernisme. Les dues primeres plantes tenen les llindes decorades. Les façanes estan tractades amb estuc que imita carreus. | Regular                                         | Ampliació edifici d'habitatges Josep Faura Roca                                                                              |
| 1914      | Edifici d'habitatges Josep Filella                                                                                        | Girona 129                                                                           | Transició al noucentisme, tot mantenint detalls modernistes en la part superior de l'edifici. | Correcte                                        | Edifici d'habitatges Josep Filella                                                                                           |
| 1914      | Edifici d'habitatges Josep Filella                                                                                        | Mallorca - Girona                                                                    | Edifici de transició al noucentisme que forma part de les tres obres realitzats per a aquest promotor a la confluència dels carrers Mallorca i Girona. | Regular                                         | Edifici d'habitatges Josep Filella                                                                                           |
| 1914      | Reforma de la façana per Miquel Fusté                                                                                     | Ptge. Mercader, 8                                                                    | | Regular                                         | Reforma de la façana per Miquel Fusté                                                                                        |
| 1914      | Casa d'habitatges per Dolors Pujol                                                                                        | C/ Torrent de l'Olla, 188                                                            | Sense documentació. | Correcte                                        | Casa d'habitatges per Dolors Pujol                                                                                           |
| 1914      | Plaça de Toros la Monumental                                                                                              | Gran Via de les Corts Catalanes i Marina                                             | Aleshores anomenada «El Sport», ja que es volia fer servir per a altres espectacles esportius. L'obra encarregada a Raspall el 1913 per Josep González, Rafael Alba i Luis del Castillo, tenia una façana d'estil noucentista i va ser inaugurada el 14 d'abril de 1914. Només va durar uns mesos en aquest estat, ja que a la fi de 1914 es va decidir una ampliació de 12.000 a 20.000 places, encarregant el projecte a Ignasi Mas i Morell i Domènec Sugrañes, que varen afegir una corona exterior d'estil arabitzant acabada el 1916, què és la façana que actualment veiem i que compta amb mosaics i trencadís de Maragliano.                                             | Ben conservada                                  | la Monumental · la Monumental                                                                                                |
| 1917      | Cine Monumental | Sant Pau, 89-91                                                                      | Encarregat per Josep Fàbregas i Moragas. | Desaparegut                                     | Cine Monumental |
| 1917      | Teatre Principal (Gràcia)                                                                                                 | Sant Domènec, 7                                                                      | Originari de 1841, es va incendiar el 1870 i el 23 d'agost de 1908. La tercera construcció va ser obra de Raspall. Va funcionar com a teatre on també es feien reunions i mitings fins a la guerra. Posteriorment es va reconvertir en cinema i el 1966 va tancar definitivament. Ara hi ha un parking. | Desaparegut                                     | |
| 1917      | Casa Pere Serra | C/ Casamitjana (actualment Gral. Vives)                                              | Apareix a la llista d'obres privades de l'antic municipi de Sarrià fetes entre 1845 i 1922. | Il·localitzada                                  | |
| 1919      | Casa Jordi Pascual del Rio                                                                                                | C/ Anglí 58                                                                          | Apareix a la llista d'obres privades de l'antic municipi de Sarrià fetes entre 1845 i 1922. | Correcte                                        | Casa Jordi Pascual del Rio                                                                                                   |
| 1919      | Cine Ideal | Doctor Trueta, 196-198 Taulat, 51-53                                                 | Conjunt de dues naus industrials en planta baixa obra de Josep Pujol i Brull que Raspall va adaptar per tal d'encabir-hi el Cinema Ideal. Resten a la façana dos capitells i un relleu a sobre d'una de les portes amb el símbol de Mercuri i una serp, possiblement relacionats amb l'activitat productiva original. | Regular. Actualment l'ocupen els Estudis Ideal. | Cine Ideal |
| 1920      | Antiga seu de l'Aliança del Poble Nou                                                                                     | Rbla. Poble Nou i Doctor Trueta                                                      | L'antiga seu de l'Aliança del Poble Nou va estar ubicada en un magatzem d'Ignasi Sala Massaguer transformada per Raspall. | Desapareguda                                    | |
| 1921      | Casa Francesc Chico | Bailèn, 145                                                                          | | Correcte                                        | Edifici habitatges per Francesc Chico                                                                                        |
| 1921      | Casa Ramon Dachs | Raset                                                                                | | Desapareguda                                    | Casa Ramon Dachs |
| 1922      | Fàbrica Manuel Colom, «Forn de Sant Jaume»                                                                                | Placeta Sant Miquel 41° 23′ 53.12″ N, 2° 9′ 22.69″ E / 41.3980889°N,2.1563028°E      | Arquitectura emmarcada dins el període noucentista. El caràcter industrial es fa evident en la mida i els grans i nombrosos finestrals d'aquest edifici de quatre plantes (amb una remunta força correcta). Entre els elements ornamentals, hi ha els grans medallons de la part alta i a la porta central dels baixos —ara convertida en finestra— amb garlandes envoltant un medalló amb una imatge en relleu de Sant Jaume Matamoros, el nom del qual figura a l'edifici. | Reconvertit en l'IES Vila de Gràcia (1992)      | Fàbrica Manuel Colom, "Forn de Sant Jaume" · Fàbrica Manuel Colom, «Forn de Sant Jaume»                                      |
| 1924      | Casa Isidre Castellà i Elvira Nogué                                                                                       | Av. Meridiana, 103 i Corunya (anteriorment Catalunya)                                | Edifici de marcat estil noucentista de cinc plantes amb façana als dos carrers. | Correcte                                        | Casa Isidre Castellà i Elvira Nogué                                                                                          |
| 1926      | Edifici habitatges per Eleuteri Chico                                                                                     | Provença, 424                                                                        | | Correcte                                        | Edifici habitatges per Eleuteri Chico.                                                                                       |
| 1927      | Magatzem per a Josep Bayer                                                                                                | Almogàvers, 18-20 i Nàpols, 35-39                                                    | | Desaparegut                                     | |
| 1933      | Casa Josep Obiol i Àngela Antonino                                                                                        | Hedilla, 39                                                                          | | Desapareguda                                    | |
| 1933      | Edifici habitatges per a Josep Bossy                                                                                      | Gran Via-Rocafort                                                                    | | Desaparegut                                     | |

### Calafell
| Any  | Nom                   | Ubicació                                                             | Descripció | Estat        | Foto |
| ---- | --------------------- | -------------------------------------------------------------------- | --- | ------------ | ---- |
| 1927 | Església de Sant Pere | C/ Montserrat, 44 41° 11′ 19″ N, 1° 34′ 20″ E / 41.18861°N,1.57222°E | El projecte d'aquesta església situada a la platja de Calafell va ser realitzat per Raspall a petició del seu col·laborador i inspector d'obres de Granollers, Josep Grau Ticó. Aquest era vocal de la junta constructora del temple. L'església va ser molt malmesa durant la guerra civil i totalment refeta entre 1952 i 1955 i tornada a modificar l'any 1970. | Desapareguda |      |

### Caldes de Montbui
| Any  | Nom                             | Ubicació                                                            | Descripció | Estat        | Foto                        |
| ---- | ------------------------------- | ------------------------------------------------------------------- | --- | ------------ | --------------------------- |
| 1910 | Casa Canals                     | Psg. del Remei, 1 41° 38′ 10″ N, 2° 9′ 44″ E / 41.63611°N,2.16222°E | És un conjunt de dues cases de planta baixa amb una important obra de forja. | Regular      | Casa Canals                 |
| 1910 | Casa Massana                    | Psg. Remei, 51-53 41° 38′ 14″ N, 2° 9′ 42″ E / 41.63722°N,2.16167°E | Obra atribuïda a Raspall fonamentada en la inclusió en l'edifici de bastants elements arquitectònics molt utilitzats en les seves obres i alhora amb la certesa que aquest fou arquitecte municipal de Caldes en aquella època. Casa unifamiliar entre mitgeres, de planta baixa i dos pisos, amb un petit jardí a la part posterior. A principi del segle xx era la típica casa d'estiueig. L'estructura és de murs portants amb forjats unidireccionals de bigues de fusta. La coberta és inclinada de teula àrab, quedant amagada per un ampit que fa de remat de la façana a manera de barana amb formes lliures i sinuoses d'inspiració modernista, format per una espècie de medallons molt utilitzats en l'època, i que es poden observar en quasi totes les obres modernistes de Caldes. També destaquen els ornaments i acabats esgrafiats i estucats de la façana imitant algunes vegades la pedra picada. | Correcte     | Casa Massana                |
| 1922 | Reforma de la Font del Lleó     | Pl. Font del Lleó 41° 38′ 04″ N, 2° 9′ 43″ E / 41.63444°N,2.16194°E | Originària del 1581, Raspall li incorporà el monument amb el lleó, obra d'Eusebi Arnau. | Correcte     | Reforma de la Font del Lleó |
| 1922 | Quiosc                          | Pl. Àngel 41° 37′ 56″ N, 2° 9′ 49″ E / 41.63222°N,2.16361°E         | Ha estat molt modificat, especialment les finestres. | Correcte     | Quiosc                      |
| 1932 | Casa i botiga de Francesc Martí | C/Granollers, 8                                                     | | Desapareguda |                             |
| 1933 | Casa Josep Masclaus             | Francesc Layret                                                     | | Desapareguda |                             |
| 1933 | Casa Gabriel Banús              | Estació                                                             | | Desapareguda |                             |
| 1933 | Casa Salvador Miró i Badia      | Estació                                                             | | Desapareguda |                             |
| 1933 | Casa Josefa Poch i Cusell       | Aribau                                                              | | Desapareguda |                             |

### Canovelles
| Any  | Nom                      | Ubicació                       | Descripció | Estat          | Foto |
| ---- | ------------------------ | ------------------------------ | ---------- | -------------- | ---- |
| 1933 | Casa Josep Poch i Noguer | Crta. Belulla-Coll de la Manya |            | Il·localitzada |      |

### Capellades
| Any  | Nom                           | Ubicació                | Descripció | Estat    | Foto                            |
| ---- | ----------------------------- | ----------------------- | --- | -------- | ------------------------------- |
| 1927 | Panteó Antoni Miquel i Costas | Cementiri de Capellades | Panteó d'Antoni Miquel i Costas (1845-1927), marquès de la Pobla de Claramunt i fabricant de paper de Capellades, fundador de l'empresa que duu el seu nom. Està signada per l'arquitecte. | Correcte | Panteó d'Antoni Miquel i Costas |

### Cardedeu
| Any         | Nom                                     | Ubicació                                                                                    | Descripció | Estat                                                                     | Foto                                                                        |
| ----------- | --------------------------------------- | ------------------------------------------------------------------------------------------- | --- | ------------------------------------------------------------------------- | --------------------------------------------------------------------------- |
| 1904        | Casa Mercè Espinach, «Alqueria Cloelia» | Gran via de Tomàs Balbey 40 41° 38′ 11.83″ N, 2° 21′ 41.05″ E / 41.6366194°N,2.3614028°E    | Una de les primeres i més destacades obres modernistes de Raspall. El nom de Cloelia -nom d'una mítica heroïna romana- és adoptat per la propietària quan es va descobrir l'asteroide 661 Cloelia el 1908, és a dir, posterior a la construcció. | Ben conservada, tot i que va perdre part de la finca per ser urbanitzada. | Alqueria Cloelia                                                            |
| 1906        | Reforma la casa d'Alfred Santamaria     | Av. Rei en Jaume, 31 41° 38′ 12″ N, 2° 21′ 16″ E / 41.63667°N,2.35444°E                     | La planta baixa i el pis han estat restaurats i resta un primitiu frontó i la balustrada que corona les parts laterals de l'edifici. A la façana principal hi ha quatre pinacles sobre la balustrada que reforcen l'edifici. El frontó és de perfil sinuós i el capcer ornamentat amb elements vegetals. En general, la composició del frontó, així com la balustrada, està ornamentada amb motius vegetals. L'estucat és d'estil Lluís XV. Aquest mateix tipus d'estucat es pot observar al frontó de la Torre Iris d'en Raspall a la Garriga.                                                                     | Correcte                                                                  | Reforma la casa d'Alfred Santamaria · Plànol de la casa d'Alfred Santamaria |
| 1907        | Casa d'Esteve Agustí                    | Ctra. de Barcelona, 108                                                                     | | Desapareguda                                                              | Casa Esteve Agustí                                                          |
| 1908        | Casa Rovellat o casa Golferichs         | C/Hospital, 26 41° 38′ 17″ N, 2° 21′ 30″ E / 41.63806°N,2.35833°E                           | Raspall ja havia fet un edifici a Barcelona per Carme Golferichs Losada vídua de Masó el 1904. Té un destacat conjunt de vidrieres amb vitralls emplomats de dibuixos plenament modernistes, així com les reixes i baranes del balcó. Va ser reformada el 1917, també per Raspall. | Ben conservada                                                            | Casa Carme Golferichs Losada vídua de Masó                                  |
| 1908        | Casa Clavell Bot                        | Pl. Església, 9 41° 38′ 20″ N, 2° 21′ 21″ E / 41.63889°N,2.35583°E                          | Casa reformada per encàrrec d'Antoni Clavell i Bot. Destaquen el coronament superior amb les finestres amb vitralls del primer pis i la barana del terrat. | Ben conservada                                                            | Casa Clavell Bot                                                            |
| 1908        | Ca l'Arquer                             | Pl. Major, 1 41° 38′ 18″ N, 2° 21′ 21″ E / 41.63833°N,2.35583°E                             | Casa per Francesca Arquer. La datació que apareix a la façana (1926) correspon a una intervenció posterior. Les finestres de la planta baixa (avui convertides en porta d'un establiment comercial) tenen la forma semicircular característica de Raspall. | Ben conservada                                                            | Ca l'Arquer                                                                 |
| 1908        | Casa Francesc Granés                    | Sant Miquel, 7                                                                              | Casa en planta que dona a dos carrers. Porta d'accés i façana posterior modificada. | Regular                                                                   | Casa Francesc Granés                                                        |
| 1909 - 1912 | Magatzem Clavell - Cal Peó              | Montseny, 5 i 7 41° 38′ 11″ N, 2° 21′ 30″ E / 41.63639°N,2.35833°E                          | Casa i magatzem de gra i farines propietat de Salvador Clavell Morató. El magatzem ha sofert alguna modificació per adaptar-lo a altres usos. | Correcte                                                                  | Salvador Clavell Morató - Cal Peó                                           |
| 1909        | Casa Joan Bartrés                       | Av. Rei en Jaume                                                                            | Sense documentació | Desapareguda                                                              | Casa Joan Bartrés                                                           |
| 1910        | Masia Joan Niella - Can Cuyàs           | Crta. Cànoves BV-5108, km 1,72 41° 38′ 11.83″ N, 2° 21′ 41.05″ E / 41.6366194°N,2.3614028°E | Es troba a tocar de la masia de Can Cuiàs i va ser encarregada per l'indià Joan Niella, dedicat al negoci del cacau a Guinea. | Ben conservada.                                                           | Masia Joan Niella - Can Cuiàs                                               |
| 1910        | Casa Joan Alsina                        | Av. Rei en Jaume, 18 41° 38′ 12″ N, 2° 21′ 26″ E / 41.63667°N,2.35722°E                     | Habitatge entre mitgeres de planta baixa i dos pisos, de composició simètrica. Balcó corregut al primer pis amb finestra de llinda plana i guardapols de perfil curvilini amb esgrafiats a la llinda. Finestres senzilles al segon pis i capcer sinuós amb elements els seus extrems de llenguatge modernista. A partir del primer pis la façana segueix el llenguatge formal d'un modernisme molt tardà. Habitatge atribuït a Raspall. | Correcte                                                                  | Casa Joan Alsina                                                            |
| 1910        | Can Serra                               | Gran via Tomàs Balvey, 24                                                                   | Casa entremitgeres de planta baixa i pis, amb coberta de teula àrab a dues vessants. La façana està composta en tres eixos, amb un ràfec amb dos permòdols laterals. Al primer pis hi ha balcó amb barana de ferro treballat amb dibuix geomètric similar al de les finestres de la planta baixa. | Regular                                                                   | Can Serra                                                                   |
| 1910        | Casa Josep Ruaix Planes                 | Gran via Tomàs Balvey, 26                                                                   | Originàriament es tractava de tres cases (núms. 26 a 30), de les que només es conserva una d'elles. Com la seva veïna «can Serra», té una estructura de planta i pis amb tres buits a la façana. Al pis superior també hi ha un balcó amb una reixa similar a la de la finestra de la planta baixa. A la part superior de la porta principal i la finestra hi ha una imposta que les uneix que originalment era de ceràmica verda, si bé actualment ha desaparegut. | Correcte                                                                  | Can Serra                                                                   |
| 1911        | Casa de Francesc Rosas                  | Pau Gesa, 45                                                                                | Sense documentació. | En molt mal estat                                                         | Casa de Francesc Rosas                                                      |
| 1913        | Casa Josep Torruella                    | Av. Rei en Jaume, 3                                                                         | Fou un encàrrec de Josep Torruella Basses | Desapareguda el 2007                                                      | Casa Josep Torruella                                                        |
| 1915        | Casa Joan Balvey                        | Crta.Cànoves, 9 41° 38′ 22″ N, 2° 21′ 21″ E / 41.63944°N,2.35583°E                          | La casa Balbey va ser una de les primeres edificacions del sector, prèvies al Pla de Reformes del sector Nord redactat per M. J. Raspall el 1930. El lloc on està situada es coneixia com el «puntarró». | Correcte                                                                  | Casa Joan Balvey                                                            |
| 1915        | Cases Josep Torruella                   | Av. Rei en Jaume, 5 i 7                                                                     | Fou un encàrrec de Josep Torruella Basses | Desaparegudes el 2007                                                     | Casa Josep Torruella                                                        |
| 1915        | Cases Josep Viñals                      | Av. Rei en Jaume, 9 i 11                                                                    | Cases molt senzilles i que han patit forces modificacions. Van ser un encàrrec de Josep Viñals Badel | Correcte                                                                  | Cases Josep Viñals                                                          |
| 1916        | Cases Josep Pericas i Rosselló          | Av. Rei en Jaume, 217                                                                       | Dues cases bessones amb planta baixa, pis i golfa amb coberta de teula àrab a dues vessants. La façana està arrebossada i coronada per una cornisa i acroteri de perfil trencat. la part baixa de la façana és un sòcol de pedra. Els buits del pis superior estan emmarcats a la part de dalt enllaçant amb dos medallons que hi ha al terrat, i els de la planta baixa estan coberts amb una decoració volumètrica de formes arredonides. La finca tenia un jardí al costat llevant, on es va construir una casa el 1990.                                                                                         | Regular                                                                   | Cases Josep Pericas i Rosselló                                              |
| 1916        | Cases Magí Torruella                    | Av. Rei en Jaume, 185-187                                                                   | Una de les dues cases ha estat ampliada en un pis. L'altre ha sofert una intervenció a la planta baixa per instal·lar-hi un local comercial. Els trets decoratius de la faça el conserven ambdues. | Regular                                                                   | Cases Magí Torruella                                                        |
| 1917 - 1922 | Torre Marc Viader i Bas                 | C/ Teresa Oller, 10-14 41° 38′ 17″ N, 2° 21′ 24″ E / 41.63806°N,2.35667°E                   | Construïda a partir de 3 cases del segle xviii per Marc Viader, propietari de la Granja. La façana principal dona a la pça. Viader, si bé al 1922 és produí una reforma a la façana del carrer Teresa Oller, on Raspall creà uns esgrafiats i uns arrambadors de ceràmica que donessin continuïtat al conjunt. | Ben conservada                                                            | Torre Marc Viader i Bas                                                     |
| 1918        | Font pública                            | C/Àngel Guimerà, 25                                                                         | La data està inscrita a la pica de pedra en forma de copa semicircular. El cos de la font on està adossada la pica està decorat amb un trencadís multicolor coronat per una mena de llinda feta de peces de ceràmica senceres. Va ser restaurada el 1988. | Correcte                                                                  | Font pública                                                                |
| 1917        | Casa Josep Viñals                       | Psg. Pau Gesa, 55                                                                           | Atribuïda a Raspall, es tracta d'una casa senzilla de vilatans | Regular                                                                   | Casa Josep Viñals                                                           |
| 1918        | Cementiri                               | Pg. del Cementiri 41° 38′ 18″ N, 2° 20′ 43″ E / 41.63833°N,2.34528°E                        | L'obra de Raspall es concreta en la tanca, porta i la distribució, destacant el grup de panteons que es troba just a l'entrar al recinte, entre ells el de la família Viader amb escultures d'Enric Clarasó i Daudí. | Correcte                                                                  | Cementiri                                                                   |
| 1920        | Casa Subirana                           | C. Hospital, 22 41° 38′ 17″ N, 2° 21′ 29″ E / 41.63806°N,2.35806°E                          | Feta per Raspall en el mateix període que treballava a la casa Viader (1917-1922) i la granja Viader (1925). | Correcte                                                                  | Casa Subirana                                                               |
| 1920        | Casa Josep Bas                          | Crta. Cànoves, 72 41° 38′ 26″ N, 2° 21′ 22″ E / 41.64056°N,2.35611°E                        | Habitatge noucentista de dues plantes amb un acroteri curvilíni. Destaquen les ceràmiques impostades a les dues façanes. | Ben restaurada                                                            | Casa Josep Bas                                                              |
| 1920        | Ca l'Espargueró                         | Crta. Cànoves, 80                                                                           | Casa noucentista de planta baixa i de constitució molt senzilla. | Correcte                                                                  | Ca l'Espargueró                                                             |
| 1920        | Casa Joaquim Ricós                      | Crta. Cànoves, 32                                                                           | Casa noucentista amb façanes a dos carrers de dues plantes i golfes. Els llindes de les finestres del primer pis presenten un acabat en una mena de trencadís de granit. Les baranes dels balcons han estat modificades. | Correcte                                                                  | Casa Joaquim Ricós                                                          |
| 1920        | Casa Joan Felip                         | C/Dr. Reig, 19                                                                              | Atribuïda a Raspall. Es tracta d'un habitatge aïllat de planta i golfes amb mansardes als quatre vents. | Correcte                                                                  | Casa Joan Felip                                                             |
| 1923        | Casa Ricós                              | Crta. Cànoves, 82                                                                           | Casa encàrrec d'Amadeu (o Ramon) Ricós i Roig com a residència d'estiueig. Destaca el jardí amb una construcció aïllada per garatge en el mateix estil i la tanca del carrer (1924) amb uns treballs de forja destacables a la tanca i porta que varen ser afegides en 1924. | Ben conservada                                                            | Casa Ricós                                                                  |
| 1923        | Casa Pere Maurí                         | Crta. Cànoves, 68-70                                                                        | Habitatge molt senzill de planta baixa. Té un garatge adossat, probablement, amb posterioritat. Destaquen el capcer de la casa (amb data) i del garatge fet amb totxo i detalls ceràmics. | Desapareguda                                                              | Casa Pere Maurí                                                             |
| 1923        | Casa Tomàs Elies i Aimerich             | Crta. Cànoves, 83                                                                           | Casa senzilla de planta baixa. Ha tingut modificacions com es pot deduir de les finestres aparegudes a la façana lateral. | Regular                                                                   | Casa Tomàs Elies i Aimerich                                                 |
| 1924        | Casa Joan Lorenzo                       | Sant Josep Oriol, 25                                                                        | Casa senzilla de planta baixa amb pati-jardí. | Correcte                                                                  | Casa Joan Lorenzo                                                           |
| 1925        | Granja Viader                           | Riera de Vallfornés, s/n 41° 38′ 06″ N, 2° 21′ 13″ E / 41.63500°N,2.35361°E                 | Marc Viader i Bas, empresari lleter de Cardedeu amb comerç a Barcelona, i pare de Joan Viader i Roger, inventor del Cacaolat, encarregà a Raspall la construcció d'una granja moderna i modèlica. Del conjunt d'edificis que la formen, el més destacat és el dedicat a l'habitatge privat. | Molt degradada                                                            | La granja Viader                                                            |
| 1926        | Casa Clementina Artigues o casa Cirera  | Pl. Sant Joan, 8 - C/ de Baix 41° 38′ 17″ N, 2° 21′ 19″ E / 41.63806°N,2.35528°E            | És el resultat d'un projecte de remodelació d'edificacions existents fet per Raspall el 1926 a petició de Clementina Artigues. Ha tingut algunes modificacions l'any 1951 i 1994 sense perdre l'essència del disseny original. Posteriorment va passar a ser la casa d'estiueig de la família Cirera. | Correcte                                                                  | Casa Clementina Artigas                                                     |
| 1927        | Casa Ramon Llivina                      | Av. Rei en Jaume, 233 41° 38′ 15″ N, 2° 21′ 43″ E / 41.63750°N,2.36194°E                    | Habitatge entre mitgeres amb planta baixa, pis i golfes. Coberta a dues vessants, si bé el capcer de la façana és una terrassa amb una part de reixa amb dues boles, una a cada costat de la casa. Té sòcol de pedra baix, arrebossat a la façana i una imposta de ceràmica verd i blava a la planta baixa i primer pis. La façana és asimètrica, i totes les obertures tenen llinda plana i en diferents formes: finestra balconera al primer pis i finestres petites alienades a les golfes, aquestes sense guardapols. A la resta hi ha guardapols pla geomatitzant i una dovella com a clau a la porta d'accés. | Regular                                                                   | Casa Ramon Llivina                                                          |
| 1927        | Casa Pere Forns o Casa Giol             | Dr. Reig, 40                                                                                | Va sofrir canvis en una restauració de 1943. | Regular                                                                   | Casa Pere Forns                                                             |
| 1927        | Casa Eugeni Casanovas                   | C/ Lluís Llibre, 35                                                                         | Habitatge de planta i un pis arrebossat i sense impostes, llevat d'unes mènsules sota el balcó. Destacable al forja noucentista. | Correcte                                                                  | Casa Eugeni Casanovas                                                       |
| 1928        | Casa Alfred Riollo                      | C/ Sant Josep Oriol, 22                                                                     | La construcció final difereix lleugerament amb el projecte | Correcte                                                                  | Casa Alfred Riollo                                                          |
| 1930        | Cases Joan Codina Terrades              | Av. Rei en Jaume, 78-80                                                                     | Cases signades pels arquitectes Eduard Balcells i Raspall. L'obra va tenir algunes modificacions per adaptar-la a la urbanització de la carretera de Dosrius (amb qui fa cantonada) que no va estar acabada fins al 1935. | Regular                                                                   | Cases Joan Codina Terrades                                                  |
| 1930        | Casa Morgades                           | Dr. Klein, 9                                                                                | Casa d'estil noucentista on sembla que havia viscut el Dr. Klein que dona nom al carrer. | Ben conservada                                                            | Casa Morgades                                                               |
| 1930        | Casa Rafaela Herrera Suarez             | Av. Rei en Jaume, 76                                                                        | Casa de traços senzills i d'orientació déco. Modificada amb poca cura. | Regular                                                                   | Casa Rafaela Herrera Suarez                                                 |
| 1931        | Casa Albert Bonamusa                    | C/ Eduard Corbella, 2                                                                       | Casa en planta amb façana a dos carrers | Regular                                                                   | Casa Albert Bonamusa                                                        |
| 1930        | Cafe del Centre                         | Psg. Pau Gesa, 20                                                                           | Reconvertit en habitatge unifamiliar | Correcte                                                                  | Cafe del Centre                                                             |
| 1930        | Els Pinetons                            | Parc dels Pinetons                                                                          | Parc inserit dins del projecte d'eixample urbanístic de Cardedeu. Concebut per gaudir d'un espai de bosc dins la zona urbana. La seva font de granit, coronada per un fanal de formes geomètriques també va ser dissenyada pel mateix arquitecte. | Ben conservat                                                             | Font pública                                                                |
| 1930        | Tanca de la casa Lluís Llibre i Blanch  | Pça. Església, 6-8                                                                          | D'estil afrancesat. Va desaparèixer amb l'ampliació de la plaça. | Desapareguda                                                              | Tanca de la casa Lluís Llibre                                               |
| 1932        | Casa Borràs                             | Crta. Cànoves, 22 41° 38′ 22″ N, 2° 21′ 22″ E / 41.63944°N,2.35611°E                        | Va ser encarregada per Amadeu Borràs i Font, anys després d'instal·lar la seva fàbrica de punt a Cardedeu. Casa d'estil noucentista amb façanes de pedra de color rosat i amb un sòcol coronat per una cornisa sinuosa. De la coberta de l'edifici en sobresurt una torre central de planta poligonal. | Ben conservada                                                            | Casa Borràs                                                                 |
| 1932        | Casa Joan Carbonell Saboya              | Av. Àngel Guimerà, 40-42                                                                    | Casa en pedra, similar a algunes del primer període, però amb finestres, llindes i forja noucentista. | Correcte                                                                  | Casa Joan Carbonell Saboya                                                  |
| 1932        | Torre Adolf Agustí                      | Av. Àngel Guimerà, 225                                                                      | Casa aïllada d'estil molt sobri amb un capcer curvilini que ha estat decorat en tons blaus. | Correcte                                                                  | Torre Adolf Agustí                                                          |
| 1933        | Teatre Esbarjo                          | C/ Lluís Llibre, 23 41° 38′ 23″ N, 2° 21′ 23″ E / 41.63972°N,2.35639°E                      | «Patronat catòlic», d'estil déco, va ser construït a iniciativa de la parròquia i amb la col·laboració popular. Va servir durant molt de temps com a cinema infantil i teatre, vinculat sobretot al moviment fejocista. | Correcte                                                                  | Teatre Esbarjo                                                              |
| 1933        | Casa Adolf Agustí                       | Av. Àngel Guimerà, 228                                                                      | Habitatge unifamiliar aïllat de dues plantes sense cap element destacable que identifiqui l'estil Raspall. | Correcte                                                                  | Casa Adolf Agustí                                                           |
| 1933        | Casa Adolf Agustí                       | Av. Àngel Guimerà, 232 41° 38′ 36″ N, 2° 21′ 35″ E / 41.64333°N,2.35972°E                   | Habitatge unifamiliar aïllat de planta baixa, amb un capcer i llindes amb dibuixos déco. | Correcte                                                                  | Casa Adolf Agustí                                                           |
| 1933        | Casa Manuel Vallès                      | Av. Àngel Guimerà, 226                                                                      | Habitatge unifamiliar aïllat de planta i pis | Correcte                                                                  | Manuel Vallès                                                               |
| 1933        | Cases Francesc Cruells Pericàs          | Av. Àngel Guimerà, 28                                                                       | Dues cases entremitgeres de planta baixa i molt senzilles. Van ser enderrocades el 2008. | Desaparegudes                                                             | Francesc Cruells Pericàs                                                    |
| 1933        | Casa Juan Casadevall                    | C/ Dr. Reig, 17 i C/ Cervantes                                                              | La casa va ser totalment transformada als anys 60-70. De l'original, només es conserven els pilars d'accés al jardí amb un escut del propietari. | Desapareguda                                                              | Casa Juan Casadevall                                                        |
| 1933        | Casa Rosa i Assumpció Miró Puigvert     | Crta. Dosrius, 14                                                                           | Casa d'estil noucentista | Regular                                                                   | Casa Rosa i Assumpció Miró Puigvert                                         |
| 1934        | Casa Miró                               | Girona, 19                                                                                  | Era un encàrrec de les mateixes promotores de la casa de la carretera Dosrius 14, just davant d'aquest edifici. Sense documentació descriptiva. | Desapareguda                                                              |                                                                             |

### Centelles
| Any  | Nom                              | Ubicació                                                           | Descripció | Estat          | Foto                                  |
| ---- | -------------------------------- | ------------------------------------------------------------------ | --- | -------------- | ------------------------------------- |
| 1907 | Casa Salvador Ripoll             | C/ Hospital, 30 41° 47′ 55″ N, 2° 13′ 14″ E / 41.79861°N,2.22056°E | Amb línies modernistes senzilles destaquen els vitralls de les finestres de la planta baixa i els capcers que no estan ubicats a la façana, sinó als laterals.                                   | Correcte       | Casa Salvador Ripoll                  |
| 1914 | Casa Josep Oller                 | Jesús, 1 41° 47′ 54″ N, 2° 13′ 04″ E / 41.79833°N,2.21778°E        | Edifici original del segle xvii reformat entre 1914 i 1917 per Raspall i conegut actualment com «can Gaudi-Safores». Destaca l'obra de forma per la seva originalitat.                           | Regular        | Casa Josep Oller                      |
| 1922 | Bancs i fanals del passeig       | Passeig                                                            | Raspall urbanitzà la zona del passeig i crea uns bancs amb fanal de forja incorporat. Fets en granit, material que treballava en aquella època, com també destaca en el cementiri de Cardedeu.   | Ben conservats | Bancs i fanals del passeig            |
| 1922 | Tanca del jardí de can Pratmarsó | Passeig                                                            | Quan Raspall urbanitzà la zona del passeig, fa al mateix temps la tanca del jardí de la finca de Pau Pratmarsó que delimita el passeig i el separa de la riera que hi ha dins l'esmentada finca. | Ben conservats | Tanca del jardí de la finca Pratmarsó |

### el Figaró
| Any  | Nom                           | Ubicació                                                                          | Descripció | Estat            | Foto                                                          |
| ---- | ----------------------------- | --------------------------------------------------------------------------------- | --- | ---------------- | ------------------------------------------------------------- |
| 1908 | Reforma de Can Gallart        | C/ Jacint Verdaguer 77 41° 43′ 23″ N, 2° 16′ 26″ E / 41.72306°N,2.27389°E         | Coneguda popularment com «l'Ave Maria» pel medalló amb aquesta inscripció que hi ha a la façana sud de la torre. És una torre-jardi reformada per Raspall amb una esvelta torre i amb ceràmica blanca i blava. S'ha subdividit en diversos habitatges. | Regular          | Reforma de Can Gallart                                        |
| 1910 | Casa Espelta                  | C/ Mossen Cinto Verdaguer                                                         | | Correcte         | Casa Espelta                                                  |
| 1911 | Can Ventureta                 | Pça Major i c/ Vallcàrquera, 2 41° 43′ 18″ N, 2° 16′ 24″ E / 41.72167°N,2.27333°E | Bohigas identificava aquesta casa com la «casa del forn de la plaça del sr. Xicola», un cognom amb el que s'identifiquen altres edificis al municipi. És un gran casal noucentista amb torre mirador amb sostre a quatre aigües i un destacat treball de forja a les reixes de la planta baixa i al balcó que recorre dos costats de la torre. Sota el balcó i el ràfec hi ha una decoració de ceràmica verda i flors vermelles. La casa té alguns vitralls de disseny senzill. | Correcte         | Can Ventureta                                                 |
| 1915 | Vil·la Rosita i Vil·la Pepita | Font d'en Llanes, 1-3                                                             | Són dues cases bessones amb accés independent. Destaquen especialment els esgrafiats de la façana principal (amb el nom de la casa) i els de la zona d'accés a l'habitatge en conjunt amb un porxo. Vil·la Rosita ha sofert la instal·lació d'una inadequada terrassa a l'altura del primer pis. | Ben conservades. | Vil·la Rosita i Vil·la Pepita · Vil·la Rosita i Vil·la Pepita |
| 1915 | Torre Filella                 | Font d'en Llanes                                                                  | Propietat d'en Josep Filella, promotor que encarregà tres edificis d'habitatges a Raspall en Barcelona. Destaca l'esgrafiat amb el nom a la part superior. Ha sofert modificacions. | Regular.         | Torre Filella                                                 |
| 1921 | Hotel Congost                 | Crta. de Ribes, 45 41° 43′ 17″ N, 2° 16′ 21″ E / 41.72139°N,2.27250°E             | Antic hotel que Amadeo Pantaleoni encarregà a Raspall, avui dedicat a llar d'avis. Ha sofert moltes i profundes modificacions. Resta part de l'estructura (torre i cossos principals) i algunes finestres secundàries. Les façanes principals així com l'accés i les cobertes han estat molt modificades. | Regular.         | Hotel Congost                                                 |

### les Franqueses del Vallès
| Any       | Nom                             | Ubicació                                                           | Descripció | Estat                | Foto                 |
| --------- | ------------------------------- | ------------------------------------------------------------------ | --- | -------------------- | -------------------- |
| 1908      | Reformes a Can Rovira de Villar | Llerona 41° 39′ 21″ N, 2° 18′ 09″ E / 41.65583°N,2.30250°E         | Ampliació, per un dels extrems, d'una masia tradicional, eliminant una terrassa preexistent. Posteriorment, aquesta reforma es va eliminar. | Reforma desapareguda | Can Rovira de Villar |
| 1931-1934 | Escola de Llerona               | Pla de Llerona 41° 38′ 59″ N, 2° 17′ 26″ E / 41.64972°N,2.29056°E  | Actualment, és la seu del Consell del Poble de Llerona | Ben restaurada       | Escola de Llerona    |
| 1931-1934 | Escola de Marata                | Crta. de Marata 41° 38′ 44″ N, 2° 18′ 22″ E / 41.64556°N,2.30611°E | Edifici de planta baixa rectangular amb sòcol de paredat a la base i, al seu damunt, grans finestres rectangulars de les cares laterals, cobertes per un fals arc sobreposat, fet de totxo vist, amb funcions decoratives. Una franja horitzontal dona la volta a tot l'edifici fet amb els angles dels totxos fent una mena de dent de serra. L'edifici està cobert amb teulada a doble vessant, amb un carener a la façana que combina línies horitzontals amb el triangle de la doble vessant. Davant la porta d'entrada hi ha un porxo limitat lateralment per dos pilars i cobert a tres vessants. Bohigas la va situar dins un subperíode del modernisme de Raspall, que ell anomenà «barroquisme acadèmic» situat entre els anys 1921-1934. | Correcta             | Escola de Marata     |

### La Garriga

#### LesmansanesRaspall
L'arquitecte Lluís Cuspinera, va establir el concepte mansana Raspall com aquella en la qual la totalitat dels edificis es construïren segons el projecte de l'arquitecte Manuel Joaquim Raspall.
A la Garriga, durant els anys 1906-1914, es varen crear sis mansanes Raspall. Ordenades per data d'edificació. Actualment, només dues (la 2 i la 4) respecten aquesta definició. La resta han sofert requalificacions parcials amb incorporació de noves construccions o han estat modificades.
| Any  | Nom                                                    | Ubicació                                                                         | Descripció | Estat                | Foto                                                         |
| ---- | ------------------------------------------------------ | -------------------------------------------------------------------------------- | --- | -------------------- | ------------------------------------------------------------ |
| 1903 | Can Raspall                                            | Banys, 40 41° 40′ 59″ N, 2° 17′ 09″ E / 41.68306°N,2.28583°E                     | Reforma de la casa materna, «Can Mayol de la plaça», quan encara no havia acabat els estudis d'arquitectura. Raspall modifica la casa medieval en una edificació modernista amb clara influència del seu mestre Josep Puig i Cadafalch i més específicament de la Casa Martí de Barcelona. Es va respectar l'aire gòtic mantenint les finestres del primer pis. Converteix l'antiga porta de la plaça en una finestra amb arc de punt d'ametlla i situa una altra d'igual a la façana del carrer Banys. A l'interior va crear diferents ambients separats, també, per arcs apuntats i destaquen els vitralls emplomats que serien una característica de la seva etapa modernista. | Molt bé              | Can Raspall                                                  |
| 1903 | Josepa Vila Fauria «Can Vila»                          | C/ Banys, 78 41° 40′ 52.02″ N, 2° 17′ 10.19″ E / 41.6811167°N,2.2861639°E        | Obra amb un estil clarament noucentista tot i ser de les seves primeres obres. Conserva uns magnífics vitralls. | Correcte.            | Josepa Vila Fauria "Can Vila"                                |
| 1904 | Casa Joan Colom i Capdevila                            | Passeig, 39 41° 40′ 49″ N, 2° 17′ 16″ E / 41.68028°N,2.28778°E                   | Habitatge unifamiliar aïllat de planta quadrada amb planta baixa i pis. Façanes estucades amb sortints de carreus simulats. Les obertures estan encerclades amb esgrafiats de temes florals. La porta d'entrada i balcó encerclats amb un tractament diferent de l'estuc. Apareixen per primera vegada les reixes de ferro en coup de fouet adherides orgànicament a la paret. | Regular              | Casa Joan Colom i Capdevila                                  |
| 1904 | Panteó de la família Esturgó                           | Cementiri de la Doma 41° 41′ 9.9″ N, 2° 16′ 39.8″ E / 41.686083°N,2.277722°E     | Panteó de planta quadrada, assentat al damunt d'un sòcol de maçoneria concertada. La paret està estucada amb sortints en forma de faixes horitzontals i un medalló estucat amb motius florals. Canelobres metàl·lics adherits orgànicament a la paret. Apareixen els elements formals propis de la seva primera etapa de l'arquitecte: medalló i ferro forjat. Única obra funerària de Raspall a la Garriga. | Regular              | Panteó de la família Esturgó                                 |
| 1904 | Casa Sr. Marià Breton                                  | Pl. Oliveres, 7                                                                  | | Desapareguda         |                                                              |
| 1904 | Cases Maria Bové i Solé                                | Calàbria, 134 i Bertí                                                            | Grup de cinc cases iguals, primera mostra d'una construcció «en sèrie» de Raspall. Quatre han desaparegut; la restant està correcta. | correcta             | Cases Maria Bové i Solé                                      |
| 1905 | Casa Joan Colom i Capdevila                            | Passeig, 38 41° 40′ 48″ N, 2° 17′ 18″ E / 41.68000°N,2.28833°E                   | Conegut com el conjunt «Can Durall». La casa del jardiner ha estat habilitada com a habitatge independent. Compta amb uns grans jardins protegits per una tanca amb un gran treball de forja en coup de fouet i amb una font ornamental amb trencadís, ubicada al centre. | regular              | Casa Joan Colom i Capdevila                                  |
| 1905 | Portalada del cementiri de la Doma                     |                                                                                  | Raspall construeix una sòbria portalada amb un arc carpanell de totxo suportat per dos pilars de carreus rematats per un capitell amb una creu. | Correcte             | Portalada Cementiri de la Doma                               |
| 1905 | Casa Marià Breton                                      | Samalús, 19                                                                      | Edifici de planta, pis i golfes amb una galeria sobre l'entrada. Va ser enderrocada el 1930. | Desapareguda         |                                                              |
| 1905 | Casa Lluís Ambròs                                      | Banys, 104                                                                       | Es tracta de la reforma d'una casa preexistent. | Ben conservat        | Casa Lluís Ambròs                                            |
| 1905 | Casa Dr. Gonçal Planas                                 | Rda. Carril, 24                                                                  | Raspall va reformar una casa de 1898 amb una façana modernista esgrafiada amb un rètol amb a llegenda «Consultorio Clínico». A la dècada dels 1960 va tornar a ser reformada i ampliada perdent tots els elements modernistes. | Desapareguda         | Casa Gonçal Planas                                           |
| 1905 | Casa Lluís Pou i Costa                                 | Banys, 41                                                                        | Edifici entremigeres amb habitatge i botiga. | Regular              | Casa Lluís Pou i Costa                                       |
| 1905 | Casa Sebastià Bosch i Sala                             | Ramon Pascual, 48 41° 40′ 50″ N, 2° 17′ 15″ E / 41.68056°N,2.28750°E             | Ha sofert modificacions, reconstruint-se totalment al 1989, perquè estava en molt mal estat. | Correcte             | Casa Sebastià Bosch i Sala                                   |
| 1905 | Casa Josep Solé i Borrell, «el café»                   | Pl. Església, 4                                                                  | Coneguda com «el Café del Centro», era d'estil modernista amb els elements del primer període de Raspall: façana d'estuc a tres colors, medallons amb cintes al coronament, forja a la barana del balcó. Va ser enderrocada el 1976 després d'una forta oposició de l'arquitecte Lluís Cuspinera en uns moments de poca sensibilitat municipal pel patrimoni. | Desapareguda         | Casa Josep Solé i Borrell, "el café"                         |
| 1906 | Casa Aureli Diéguez i Mas, «Torre Sant Josep»          | Llerona i Ctra. l'Ametlla, 11 41° 40′ 51″ N, 2° 17′ 06″ E / 41.68083°N,2.28500°E | Forma la primera «mansana Raspall». Reformada als anys 1940, es va modificar l'escala d'accés i les baranes, i va desaparèixer el plafó ceràmic de «sant Josep». La finca, què ocupà tota una illa de cases, es va parcel·lar l'any 1982, perdent la seva identitat. | Correcte             | Casa Aureli Diéguez i Mas, "Torre Sant Josep"                |
| 1906 | Casa Ramon Pujol Valls                                 | Banys, 39 i Figueral                                                             | | Desapareguda         | Casa Ramon Pujol                                             |
| 1907 | Casa Llorenç                                           | Passeig, 11 41° 40′ 57″ N, 2° 17′ 15″ E / 41.68250°N,2.28750°E                   | És una de les dues cases de la segona mansana Raspall. L'any 1910 es va construir un edifici de porteria. En unes reformes interiors als anys 50, es retiren els vitralls emplomats. Feta totalment en pedra sense arrebossar i detalls de trencadís en balcons, finestres i en un magnífic capcer. | Correcte             | Casa Llorenç                                                 |
| 1908 | Casa Esteve Roqué «Villa Cristina»                     | Passeig, 19 41° 40′ 53″ N, 2° 17′ 16″ E / 41.68139°N,2.28778°E                   | El resultat final difereix força del projecte aprovat. | Correcte             | Casa Esteve Roqué "Villa Cristina"                           |
| 1908 | Casa Fèlix Fages i Vila                                | Passeig, 9 41° 40′ 58″ N, 2° 17′ 15″ E / 41.68278°N,2.28750°E                    | És una de les dues cases de la segona mansana Raspall. Va ser encarregada per Fèlix Fages, diputat provincial i membre de la Lliga Regionalista. Als anys 30 s'afegí, en un extrem de la finca, un cobert en diferent estil que esdevindria un habitatge. Als anys 60 es transformà per convertir-se en dos habitatges. | Correcte             | Casa Fèlix Fages i Vila                                      |
| 1908 | Casa Carolina Fort, vídua de Cristòfol                 | Passeig, 83                                                                      | Casa senzilla de planta baixa i golfes, va sofrir una reforma integral als anys 60 i va perdre la seva identitat. | Desapareguda         |                                                              |
| 1908 | Vil·la Dolores                                         | Sancho Marraco, 33 41° 40′ 45″ N, 2° 17′ 14″ E / 41.67917°N,2.28722°E            | Dues cases adossades probablement fetes per ser llogades a estiuejants. Restaurades el 2002 | Correcte             | Villa Dolores                                                |
| 1908 | Taller per Josep Reig                                  | Sant Francesc, 107                                                               | [ 114 ] | Correcte             | Taller per Josep Reig                                        |
| 1909 | Tanca Casa Antoni Prats Ferrer                         | Banys, 48                                                                        | Raspall fa una tanca per al terreny. Posteriorment, Emili Sala i Cortés va construir l'actual casa mantenint la tanca integrada dins la façana principal. | Correcte             | Tanca Casa Antonio Prats Ferrer                              |
| 1909 | Casa Joaquim Fonollosa                                 | Sant Francesc, 102-104                                                           | Totalment rehabilitades respectant la façana original, si bé s'han perdut alguns dels esgrafiats inicials. | Correcte             | Casa Joaquim Fonollosa                                       |
| 1909 | Casa Antoni Prats                                      | Sant Francesc, 115                                                               | Sense documentació. | Desapareguda         | Casa Antonio Prats                                           |
| 1909 | Casa Pere Serra i Pons                                 | Ametlla, 18-20                                                                   | Comparteix la tanca amb l'altra casa del mateix propietari i nom situada al carrer Rosselló i que formaven part de la tercera mansana Raspall. Restaurada el 2012. La gran transformació realitzada no ha deixat cap vestigi de l'obra original. | Molt transformada    | Casa Pere Serra i Pons                                       |
| 1910 | Hospital-Asil «La Caritat»                             | Llerona, 2 41° 41′ 05″ N, 2° 17′ 03″ E / 41.68472°N,2.28417°E                    | D'estil modernista, va ser ampliat al 1913 pel mateix Raspall, si bé amb un estil més auster d'influència noucentista. Als anys 80 va tenir una reforma i ampliació com a centre de salut, amb prou respecte. | Correcte             | Hospital-Asil "La Caritat"                                   |
| 1910 | Casa Dolors Vilar i Torra                              | Samalús, 23                                                                      | Casa entremitgeres amb jardí. Destacable els esgrafiats de la façana i la forja de la tanca del jardí. | Correcte             | Casa Dolors Vilar i Torra                                    |
| 1910 | Casa Jaume Gotanegra                                   | Vinyals, 35                                                                      | | Desapareguda         |                                                              |
| 1910 | Casa Paulí Puig i Gol                                  | Passeig, 93                                                                      | Ben restaurada. | Correcte             | Casa Paulí Puig i Gol                                        |
| 1910 | Casa Valentí Pons «Villa Maria»                        | Font del Nen, 1 41° 41′ 11″ N, 2° 17′ 16″ E / 41.68639°N,2.28778°E               | Restaurada pels volts de 2009. | Correcte             | Casa Valentí Pons "Villa Maria"                              |
| 1910 | Casa Pere Serra i Pons                                 | Guinardó, 4 i Rosselló 41° 40′ 42″ N, 2° 17′ 21″ E / 41.67833°N,2.28917°E        | Formà part de la tercera mansana Raspall. Als anys 1940 va perdre la tanca amb la portalada d'accés, una de les més treballades de Raspall, el jardí i la casa de la porteria. Restaurada el 2012. | Correcte             | Casa Pere Serra i Pons                                       |
| 1910 | Casa Esteve Font i Germà                               | Sancho Marraco, 25 41° 40′ 46″ N, 2° 17′ 14″ E / 41.67944°N,2.28722°E            | [ 126 ] | Correcte             | Casa Esteve Font i Germà                                     |
| 1910 | Torre Iris                                             | Passeig, 1 41° 41′ 01″ N, 2° 17′ 15″ E / 41.68361°N,2.28750°E                    | Una de les seves obres més elegants, on l'estuc de la façana, el «trencadís» i la ceràmica decorativa contribueixen al to harmònic d'aquest conjunt afrancesat. Ubicada a la quarta mansana Raspall. És l'única de les quatre cases amb tres habitatges, si bé l'aparença externa és de torre d'estiueig com la resta. Es va construir per a llogar als estiuejants. | Regular              | Torre Iris                                                   |
| 1910 | Casa Juli Barbey Poinsard                              | Figueral i Passeig, 5 41° 41′ 00″ N, 2° 17′ 13″ E / 41.68333°N,2.28694°E         | Construïda per encàrrec de Juli Barbey Poinsard, és considerada l'obra més important del període modernista de Joaquim Raspall per la seva qualitat arquitectònica i per l'embelliment de tots els elements. Ubicada a la quarta «mansana Raspall». | Correcta             | Casa Juli Barbey Poinsard                                    |
| 1910 | Casa Cecilia Reig i Argelagós, «La Bombonera»          | Passeig, 3 41° 40′ 00″ N, 2° 17′ 15″ E / 41.66667°N,2.28750°E                    | Ubicada a la quarta mansana Raspall, és la més petita de les 4 cases. Destaquen els vitralls de la galeria posterior. El mateix Raspall la va ampliar aixecant el primer pis i la torre el 1912. | Correcte             | Casa Cecilia Reig i Argelagós, "La Bombonera"                |
| 1910 | Font pública de Can Santadigna                         | Calàbria i Negociant 41° 41′ 18″ N, 2° 17′ 14″ E / 41.68833°N,2.28722°E          | Recull molts dels elements propis del modernisme raspallià. Restaurada el 2001. | Correcte             | Font Pública Can Santadigna                                  |
| 1910 | Jardins «El Pedró»                                     | Av. Catalunya, 21 41° 40′ 59″ N, 2° 17′ 24″ E / 41.68306°N,2.29000°E             | De la finca original només resta la tanca exterior (atribuïda a Josep Sala i Martin) i unes escales amb jardineres fetes en pedra amb trencadís atribuïdes a Joaquim Raspall. | Correcte             | Jardins "El Pedró"                                           |
| 1910 | Casa Isidre Riera                                      | Passeig                                                                          | Sense documentació | ?                    |                                                              |
| 1910 | Casa Adrià Ventura                                     | Figueral                                                                         | Sense documentació | Desapareguda         |                                                              |
| 1910 | Casa Josep Suñol                                       | Rda. Carril                                                                      | Reforma de l'interior. La casa és de Emili Sala i Cortés | Correcte             | Casa Josep Suñol                                             |
| 1910 | Casa Sebastià Viñas                                    | Pg. Til·lers, 21                                                                 | Sense documentació | Correcte             | Casa Sebastià Viñas                                          |
| 1911 | Casa Esteve Pericas                                    | Samalús, 10                                                                      | Sembla totalment reformada als anys 40-60. | Regular              | Casa Esteban Pericas                                         |
| 1911 | Cases Valentí Dameson Martí                            | Banys, 136-142                                                                   | Conjunt de quatre cases similars que han estat força modificades. La del número 138 és la que millor respecta l'original. | Regular              | Cases Valentí Dameson Martí                                  |
| 1911 | Casa Antoni Viñolas Tey                                | Vinyals, 33                                                                      | Sense documentació | Correcte             | Casa Antonio Viñolas Tey                                     |
| 1911 | Casa Pere Pujol Crusats                                | Vinyals, 37 i Sancho Marraco                                                     | Sense documentació | Desapareguda         | Cases Pere Pujol Crusats                                     |
| 1911 | Casa Vicenç Pareras                                    | C/ Vinyals, 25                                                                   | Sense documentació | Correcte             | Vicente Pareras                                              |
| 1912 | Casa Narcisa Freixas                                   | Narcisa Freixas, 4-5 41° 40′ 21″ N, 2° 17′ 19″ E / 41.67250°N,2.28861°E          | Ubicada al final del Passeig al costat d'on estava el bosc de Can Terrers, escenari de les festes modernistes de 1910-1914. Va ser feta per encàrrec de Narcisa Freixas i Cruells qui animà la vida intel·lectual local. Al seu interior conserva paviments hidràulics i arrambadors ceràmics destacables. Restaurada el 2013. (BCIL 2014) | Correcte             | Casa Narcisa Freixas                                         |
| 1912 | Casa Francesc Blancafort i Puig                        | Pl. Església, 5 41° 41′ 07″ N, 2° 17′ 08″ E / 41.68528°N,2.28556°E               | Es tracta d'una reforma en què Raspall afegí pis i golfes i reformà la façana. | Modificada           | Casa Francesc Blancafort i Puig                              |
| 1912 | Casa Antoni Barraquer i Roviralta                      | Passeig, 7 41° 40′ 59″ N, 2° 17′ 16″ E / 41.68306°N,2.28778°E                    | És una casa unifamiliar aïllada amb semi-soterrani, dues plantes i golfes, amb una torre mirador adossada al costat nord i coronada per una reixa a coup de fouet. La coberta és a dues vessants de teula àrab amb ràfec. Està ubicada a la quarta mansana Raspall. BCIN: 1965-MH | Ben conservada       | Casa Antoni Barraquer Roviralta                              |
| 1912 | Botiga de Can Reig                                     | Banys, 44 41° 40′ 57″ N, 2° 17′ 10″ E / 41.68250°N,2.28611°E                     | Botiga de ferreteria i materials amb esgrafiats indicant l'activitat comercial i ceràmica ocre i groga a la planta baixa. | Regular              | Botiga de Can Reig                                           |
| 1912 | Fàbrica Victoria, més coneguda com «La Solfa»          | Caselles i Manuel Raspall                                                        | La primera fàbrica de rotlles de pianola d'Espanya encarregada per Joan Baptista Blancafort. El seu fill, el músic Manuel Blancafort i de Rosselló, va desenvolupar la seva afició musical treballant a aquesta fàbrica. L'obra industrial més important de Raspall amb dues naus unides per un cos central, va ser destruïda per un incendi el 1965. | Desapareguda         | Fàbrica "La Solfa"                                           |
| 1912 | Casa Sebastià Bosch i Sala                             | Passeig, 97 41° 40′ 38″ N, 2° 17′ 17″ E / 41.67722°N,2.28806°E                   | Sintetitza els trets típics de l'estil modernista de Raspall: vitralls, trencadís en els ampits i balcons, forja, esgrafiat amb cintes. Al patí hi ha una font de trencadís com la que havia fet a l'Alqueria Cloelia. La data de la façana (1916) és la d'acabament. | Ben conservada       | Casa Sebastià Bosch i Sala                                   |
| 1912 | Casa Joan Calls i Antonell                             | Pça. Oliveres, 5 41° 41′ 06″ N, 2° 17′ 14″ E / 41.68500°N,2.28722°E              | Es tracta d'una reforma d'un habitatge preexistent. | Correcte             | Casa Joan Calls i Antonell                                   |
| 1912 | Casa Dolors Vilar i Talí                               | Pl. Oliveres, 6                                                                  | | Correcte             | Casa Dolors Vilar i Talí                                     |
| 1913 | Casa Cecília Reig i Argelagós                          | Cardedeu, 11 41° 41′ 09″ N, 2° 17′ 16″ E / 41.68583°N,2.28778°E                  | [ 149 ] [ 150 ] | Correcte             | Casa Cecília Reig i Argelagós                                |
| 1913 | Tanca de la casa Ramona Sallent                        | Figueral                                                                         | Probablement aquesta intervenció coincideix amb la construcció de la casa original de la que no es té documentació. Una reforma posterior (1924) és la que deixà la fesomia actual. | Correcte             | Tanca de la casa Ramona Sallent                              |
| 1913 | Cases Josep Corrons                                    | Calàbria, 13                                                                     | Dues cases noucentistes entremitgeres de dues plantes amb una galeria tancada amb vitralls i uns balcons amb forja acabada en coup de fouet. Quan varen ser enderrocades el 1987, es varen aprofitar les reixes de la planta baixa per a ubicar-les a una casa del psg. dels Til·lers, 13. | Desapareguda         | Cases Josep Corrons                                          |
| 1913 | Casa Joaquim Fonollosa                                 | Ctra. l'Ametlla, 10                                                              | La casa té façana a la carretera de l'Ametlla i al carrer Llerona, on s'hi ubiquen diverses finestres decorades amb esgrafiats i reixes amb formes florals acabades en coup de fouet. | Correcte             | Casa Joaquim Fonollosa                                       |
| 1913 | Casa Jaume Galvany                                     | Vinyals, 3-5                                                                     | Sense documentació | Transformada         | Casa Joaquim Fonollosa                                       |
| 1913 | Casa Tomás Espinasa                                    | la Doma, 13                                                                      | Sense documentació | Transformada         | Casa Tomás Espinasa                                          |
| 1914 | Casa Valentí Dameson Maurí                             | Pl. Església, 9                                                                  | Modificada al 1973 unificant les dues finestres del primer pis en una única, així com la fesomia de la planta baixa. | Correcte             | Casa Valentí Damesón Maurí                                   |
| 1914 | Casa Manel Maresma «Villa Concha»                      | Torrent de la Sínia, 38                                                          | Habitatge modernista del qual destacava la ceràmica i trencadís obra de Lluís Brú. | Desapareguda el 1994 |                                                              |
| 1915 | Casa Antoni Serra                                      | Vinyals, 33                                                                      | Sense documentació | Desapareguda         | Casa Antoni Serra                                            |
| 1915 | Casa Pere Vilaró Gispert                               | Doma i Llerona                                                                   | | Desapareguda         | Casa Pere Vilaró Gispert                                     |
| 1915 | Casa Joan Martí i Viñolas                              | Doma, 9 i Sant Francesc, 36                                                      | Restaurada el 2013. | Correcte             | Casa Joan Martí i Viñolas                                    |
| 1915 | Font Pública Passeig                                   | Passeig                                                                          | El 1992 va ser desplaçada uns metres del seu emplaçament original i restaurada. | Correcte             | Font Pública Passeig                                         |
| 1915 | Casa Joaquim Fonollosa                                 | Ctra. l'Ametlla, 12                                                              | [ 155 ] | Correcte             | Casa Joaquim Fonollosa                                       |
| 1916 | Casa «La Caritat» o «Villa Blanca»                     | Rda. Carril i Ametlla                                                            | Única obra de la sisena mansana Raspall. Va ser construïda per obtenir fons per fer l'ampliació de l'asil de la Caritat. El templet d'estil neoclàssic que hi ha a l'altra extrem del jardí és obra d'Eusebi Bona (1917). La casa va ser reformada al 1941 desapareixent-li la mansarda. Als anys 1960, es va parcel·lar la finca, si bé manté una part significativa del jardí. | Degradada            | Casa "La Caritat" o "Villa Blanca"                           |
| 1916 | Casa Lluís Ambrós i Martí                              | Banys, 47 41° 40′ 57″ N, 2° 17′ 10″ E / 41.68250°N,2.28611°E                     | És una reforma d'una casa de 1902. Balcó amb formes i materials únics en Raspall. | Regular              | Casa Lluís Ambrós i Martí                                    |
| 1916 | Casa Jaume Serra i Dachs                               | Sant Ramon, 8 41° 41′ 12″ N, 2° 17′ 13″ E / 41.68667°N,2.28694°E                 | Actualment en desús, es troba tapiada. | Regular              | Casa Jaume Serra i Dachs                                     |
| 1918 | Casa Jaume Aspa                                        | Figueral, 1                                                                      | | Desapareguda         | Casa Jaume Aspa                                              |
| 1919 | Cases de Salvador Grau Madriguera                      | Passeig, 101-103                                                                 | Conjunt de dues cases iguals, en una d'elles es va afegir una planta, desfigurant el conjunt original. | Correcte             | Cases de Salvador Grau Madriguera                            |
| 1919 | Casa Miquel Garriga Oliveras                           | Llerona, 28-30                                                                   | Sense documentació | Desapareguda         | Casa Miquel Garriga Oliveras                                 |
| 1919 | Casa Dolors Vilar i Talí                               | Calàbria, 16                                                                     | Sense documentació | Desapareguda         | Casa Dolors Vilar i Talí                                     |
| 1920 | Casa Jaume Galvany Corominas                           | Doma, 11                                                                         | Sense documentació | Transformada         | Casa Jaume Galvany Corominas                                 |
| 1920 | Casa Mercè Mayol                                       | Banys, 38 41° 40′ 59″ N, 2° 17′ 09″ E / 41.68306°N,2.28583°E                     | Construcció adossada a Can Raspall, segueix el seu mateix estil. Va ser construïda per encàrrec de la seva germana. Des de la restauració efectuada a Can Raspall el 2007,´ ambdues finques tenen el seu interior unificat. | Molt bé              | Casa Mercè Mayol                                             |
| 1923 | Casa Ramon Reig Argelagós                              | Banys, 46                                                                        | Habitatge situat al costat de la lampisteria que Raspall construí el 1912. | Regular              | Casa Ramon Reig Argelagós                                    |
| 1920 | Casa Joan Baptista Blancafort                          | Banys, 57 - Blancafort, 1                                                        | obra atribuïda. | Correcte             | Casa Joan Baptista Blancafort                                |
| 1921 | Casa Vicente Ramos Marsa                               | C/Rosselló                                                                       | Sense documentació | Desapareguda         | Casa Vicente Ramos Marsa                                     |
| 1922 | Casa Pere Sellarès i Roca                              | Sant Ramon, 5 41° 41′ 13″ N, 2° 17′ 12″ E / 41.68694°N,2.28667°E                 | Habitatge de dues plantes amb un porxo a l'entrada, a l'estil de la casa Sallent, el qual va ser modificat el 1977 i va perdre els originals arcs i columnes de totxo amb capitells lobulats. | Correcte             | Casa Pere Sellarés i Roca                                    |
| 1923 | Reforma casa Ramona Sallent i Freixa, vídua de Roselló | Banys, 34 41° 40′ 59″ N, 2° 17′ 09″ E / 41.68306°N,2.28583°E                     | Probablement construïda el 1913. | Correcte             | Reforma casa Ramona Sallent i Freixa, vídua de Roselló       |
| 1924 | Casa Esteve Mallol                                     | Llerona, 5 41° 41′ 04″ N, 2° 17′ 04″ E / 41.68444°N,2.28444°E                    | De clar estil noucentista, destaquen els seus vitralls i l'estructura en forma de «L». | Correcte             | Casa Esteve Mallol                                           |
| 1924 | Casa Lluïsa València d'Uriach                          | Ametlla, 17                                                                      | [ 168 ] | Molt bé              | Casa Lluïsa València d'Uriach                                |
| 1924 | Casa Felip Solà                                        | Calàbria, 24                                                                     | | Desapareguda         | Casa Felip Solà                                              |
| 1924 | Casa Antònia Martinez «Villa Sofia»                    | Ramon Pascual, 26                                                                | Habitatge de planta baixa amb tres cossos. Al 1992 es va aixecar una planta sobre el cos central mirant de respectar la volumetria i la decoració de la façana. | Correcte             | Casa Antònia Martinez "Villa Sofia"                          |
| 1924 | Casa Dolors Vilar i Talí                               | Psg. dels Til·lers, 13                                                           | L'habitatge fet per Raspall (foto superior) va desaparèixer el 1987 i al seu lloc es va construir un nou edifici amb un pis més que va reaprofitar la forja de la casa Corrons (1913) per al balcó i la tanca del jardí (foto inferior). | Desapareguda         | Casa Dolors Vilar i Talí · Casa actual amb la forja original |
| 1924 | Magatzem Joan Ausió Noguera                            | Llerona, 99                                                                      | | Desaparegut          | Magatzem Joan Ausió Noguera                                  |
| 1924 | Casa Antoni Faura                                      | Vinyals, 14                                                                      | | Transformada         | Casa Antoni Faura                                            |
| 1924 | Casa Miquel Mas i Costa                                | Crta. Vic                                                                        | Modernista amb un treballat capcer a joc amb les llindes de portes i finestres. Actualment fa les funcions de porteria de la fàbrica SATI. | Ben conservada       | Casa Miquel Mas i Costa                                      |
| 1925 | Casa Andrés Morell                                     | Sant Francesc                                                                    | Sense documentació | Reformada            | Casa Andrés Morell                                           |
| 1925 | Casa Lluís Codina i Codina                             | Ramon Pareras                                                                    | Sense documentació | Desapareguda         | Casa Lluís Codina i Codina                                   |
| 1925 | Taller Joaquim Ciurans Prat                            | Crta. Nova                                                                       | Sense documentació | Desaparegut          | Taller Joaquim Ciurans Prat                                  |
| 1925 | Casa Pere Clapés Abanco                                | Crta. Ribes-Barcelona                                                            | Sense documentació | Desaparegut          |                                                              |
| 1925 | Casa Miquel Garriga Oliveras                           | Figueral, 4                                                                      | Sense documentació | Reformada            | Casa Miquel Garriga                                          |
| 1925 | Casa José Jonch Ramon                                  | ?                                                                                | Sense documentació | Desapareguda         | Casa José Jonch Ramon                                        |
| 1926 | Casa Jaume Guardis                                     | Centre, 21                                                                       | Habitatge unifamiliar i comerç construït substituint un edifici d'estil medieval com altres que hi trobem al mateix carrer. | Ben conservat        | Casa Jaume Guardis                                           |
| 1926 | Casa Josep Vallicrosa i Costa                          | Ramon Pareras                                                                    | Sense documentació | Desapareguda         |                                                              |
| 1926 | Casa Valentín Fontseré i Angela Gesa                   | Consell                                                                          | Sense documentació | Desapareguda         |                                                              |
| 1927 | Casa Pilar Cabré, vídua de Galofré                     | Figueral, 30 i Banys, 36 41° 40′ 59″ N, 2° 17′ 09″ E / 41.68306°N,2.28583°E      | És la primera casa de pisos que Raspall va fer a La Garriga. Consta de planta baixa i dos pisos, assentat damunt un sòcol de maçoneria ordinària. Les llindes de les obertures de la planta pis són esgraonades. A la planta pis de la façana que dona al carrer Banys hi ha una gran balconada amb una barana de ferro fuetejat reproduint motius geomètrics florals. Ha estat restaurada pels volts del 2012. | Correcte             | Casa Pilar Cabré, vídua de Galofré                           |
| 1927 | Casa Martí Llimargas Muntal                            | Llerona                                                                          | Sense documentació | Desapareguda         |                                                              |
| 1927 | Casa Pabu Puig Pujadas                                 | Ramon Pareras                                                                    | Sense documentació | Desapareguda         |                                                              |
| 1927 | Casa Eduard Dalmau                                     | Ramon Pareras                                                                    | Sense documentació | ?                    |                                                              |
| 1928 | Casa Solà i Borrell                                    | Rocabuquera                                                                      | Sense documentació | Desapareguda         |                                                              |
| 1928 | Casa Jaume Canal i Serra                               | Rocabuquera                                                                      | Sense documentació | Desapareguda         |                                                              |
| 1928 | Casa Salvador Oliveras                                 | Narcís Cortinas                                                                  | Sense documentació | Desapareguda         |                                                              |
| 1929 | Casa Felip Peycasat                                    | Ramon Pareras                                                                    | Sense documentació | Desapareguda         |                                                              |
| 1929 | Casa Antoni Abanco                                     | Ramon Pareras                                                                    | Sense documentació | ?                    |                                                              |
| 1929 | Casa Emili Balleras                                    | Ramon Pareras                                                                    | Sense documentació | ?                    |                                                              |
| 1929 | Casa Luís Olivé i Jo                                   | Riera Congost                                                                    | Sense documentació | Desapareguda         |                                                              |
| 1929 | Casa Conrad Queralto i Nou                             | Prop de Ctra. Barcelona-Ribes                                                    | Sense documentació | Desapareguda         |                                                              |
| 1930 | Casa Josep Borrell i Marmiña                           | Fray Benet                                                                       | Sense documentació | Desapareguda         |                                                              |
| 1930 | Casa Àngela Soldevila                                  | Banys, 116                                                                       | Sense documentació | Desapareguda         |                                                              |
| 1930 | Casa Salvador Alabau i Bote                            | Banys                                                                            | Sense documentació | Desapareguda         |                                                              |
| 1930 | Casa Joan Hernándes                                    | Pça. Oliveras                                                                    | Reformada | Correcte             | Casa Joan Hernándes                                          |
| 1931 | Casa Albert Compte i Camp                              | Banys, 49 41° 40′ 57″ N, 2° 17′ 10″ E / 41.68250°N,2.28611°E                     | Obra atribuïda. En tot cas, l'any 1955 va tenir una transformació que anul·la qualsevol signe de l'original. | Correcta             | Casa Albert Compte i Camp                                    |
| 1931 | Casa Miquel Garriga                                    | Llerona                                                                          | Sense documentació | ?                    |                                                              |
| 1931 | Casa Miquel Viñas Ferrer                               | Ctra. Nova, 121 i Miquel Porter                                                  | Sense documentació | Correcte             | Casa Miquel Viñas                                            |
| 1931 | Safareigs públics                                      | Crta. Nova                                                                       | De l'època déco estan fets exclusivament en maó. Quan van perdre la seva funció varen entrar en un procés de degradació. El 2011 varen ser reformats i dedicats a oficina d'informació municipal. | Molt bo              | Safareigs públics                                            |
| 1932 | Casa Antoni Tàpias                                     | Sant Ramon, 1 i 3                                                                | Són dues cases contigües del mateix any i és el darrer treball de Raspall a la Garriga. La del num. 1 ha estat totalment transformada. El num. 3 manté l'estil, clarament posterior a la resta d'obres de la Garriga. Es troben a faltar les reixes déco de la planta baixa que figuren al projecte. | Regular              | Casa Antoni Tàpias                                           |
| 1932 | Casa Josep Mª Riera i Ros                              | Crta. Sant Llorenç-Llinars                                                       | Sense documentació | ?                    |                                                              |
| 1932 | Casa Josep Torras Furriol                              | Calàbria, 37                                                                     | Planta baixa transformada | Correcte             | Casa José Torras Furriol                                     |
| 1933 | Casa Francesc Castellsagué i Pujol                     | Ramon Pareras                                                                    | Sense documentació | Desapareguda         |                                                              |
| 1933 | Casa Jaume Aspa                                        | Figueral, 3                                                                      | | Desapareguda         |                                                              |
| 1933 | Casa Prudenci Serrat i Angles                          | Calàbria, 125                                                                    | Sense documentació | Desapareguda         |                                                              |
| 1933 | Casa Sebastián Casalí i Coma                           | Torrent de Queralt                                                               | Sense documentació | Desapareguda         |                                                              |
| 1934 | Casa Rosa Corcellas                                    | Llerona i Doma                                                                   | Casa de planta i pis amb façana a dos carrers. D'estil clarament noucentista. | Correcte             | Casa Rosa Corcellas                                          |

### Granollers
| Any     | Nom                                         | Ubicació                                                                                           | Descripció | Estat                                                                                 | Foto                                       |
| ------- | ------------------------------------------- | -------------------------------------------------------------------------------------------------- | --- | ------------------------------------------------------------------------------------- | ------------------------------------------ |
| 1904    | Casa Clapés                                 | Pça. de la Porxada, 14 41° 36′ 30″ N, 2° 17′ 16″ E / 41.60833°N,2.28778°E                          | Únic edifici plenament modernista de Raspall a Granollers, conté tots els elements d'aquesta decoració: frontó, ceràmica, forja en coup de fouet i esgrafiats en tons pastel. Destaca la signatura de Raspall a la porta que només trobem en aquesta casa, si bé a la casa Marimon n'hi ha una còpia extreta d'aquesta en data recent. | Ben restaurat                                                                         | Casa Clapés                                |
| 1906    | Casa Josep Vergés Feu                       | Miquel Ricomà, 148                                                                                 | Casa de cos de planta baixa i sostre a dues vessants. | Desapareguda                                                                          | Casa Vergés Feu                            |
| 1908    | Casa Pibernat                               | Sans, 28                                                                                           | Reforma de la façana, sobre un projecte inicial de Eduard Balcells. | Desapareguda                                                                          | Casa Pibernat                              |
| 1908    | Casa Antònia Bosch vídua d'Uyà              | Sant Roc, 8                                                                                        | Sobre un projecte inicial d'Eduard Balcells, Raspall va reformar la façana al gust modernista de l'àpoca. Actualment destaquen la forja dels balcons amb detalls de coup de fouet. A la documentació original la casa tenia el número 10 del carrer. | Regular                                                                               | Casa Antònia Bosch                         |
| 1910    | Casa Manuel Puntas Viñas «Can Puntes»       | Antoni Espí i Grau, 2 41° 36′ 33″ N, 2° 17′ 16″ E / 41.60917°N,2.28778°E                           | Projecte d'Eduard Balcells, reformat per Raspall. Són destacables els vitralls i les reixes de les finestres de la planta baixa. | Regular                                                                               | Casa Manuel Viñas "Can Puntes"             |
| 1910    | Can Margarit                                | Joan Prim, 145                                                                                     | Edifici entre mitgeres amb planta baixa i dos pisos, façana de composició simètrica i capcer de perfil sinuós. A la planta baixa la porta i finestra estan enreixades amb motius modernistes propis de Raspall a la comarca. Una finestra d'arc molt rebaixat amb un dibuix esgrafiat de falsa llinda, i una planta baixa de carreus en aparell encoixinat, la resta és arrebossada. Els elements formals i decoratius (baranes, esgrafiats) són representatius del llenguatge modernista.                                                                       | Correcte                                                                              | Van Margarit                               |
| 1911    | Casa Antoni Lloret                          | Corró, 7                                                                                           | Reforma de la façana, sobre un projecte inicial d'Eduard Balcells. | Desapareguda                                                                          |                                            |
| 1913    | Casa Martí Concustell                       | Travesseres i Pl. Caserna                                                                          | Projecte inicial d'Eduard Balcells. | Correcte                                                                              | Casa Martí Concustell                      |
| 1914    | Casa Adela Roca, vídua de Furnó «Can Jonch» | Rec, 19 41° 36′ 34″ N, 2° 17′ 06″ E / 41.60944°N,2.28500°E                                         | Projecte inicial d'Eduard Balcells. Seu del Centre de Cultura per la Pau, inaugurat el 24 de maig de 2008, just una setmana abans del 70è aniversari del bombardeig de Granollers. | Ben restaurat                                                                         | Casa Adela Roca, vídua de Furnó «Can Jonch |
| 1914    | Cinema Mundial                              | Príncep de Viana, 6                                                                                | Fou inaugurat el 18 de març de 1914, inicialment sense enrajolar ni empostissar. Acabada la guerra, va fer funcions d'església parroquial, fins al 1946, que es va inaugurar el nou temple. Durant un temps va ser conegut com cine Actualitats. Tenia una capacitat de 1.300 persones, l'escenari, amb una boca de 8 m d'ample, per 6 m d'alt i una fondària d'uns 8 metres, permetia fer funcions de teatre fins a les reformes de 1971. Abans havia estat reformat el 1950, i posteriorment es va convertir en multi-sales el 1986. Actualment està en desús. | Molt transformat                                                                      | Cinema Mundial                             |
| 1916    | Font pública                                | Miquel Ricomà - Llorer                                                                             | Obra atribuïda. La construcció apareix als acords del ple de l'ajuntament del 24 d'agost de 1916. | Correcte                                                                              | Font pública                               |
| 1917    | Casa Martí Recolons                         | Anselm Clavé, 19                                                                                   | Alineament de façana. | Desapareguda                                                                          | Casa Recolons                              |
| 1919    | Casa Francesc Castellsagué                  | Prim, 37                                                                                           | Es tracta d'una reforma de la façana. | Desapareguda                                                                          |                                            |
| 1920    | Casa Josep Riera                            | Plaça de les Olles - Plaça dels Cabrits, 3                                                         | | Correcte                                                                              | Casa Josep Riera                           |
| c. 1920 | Can Guineu                                  | Corró, 32 41° 36′ 37″ N, 2° 17′ 18″ E / 41.61028°N,2.28833°E                                       | Habitatge entre parets mitgeres amb capcer pla i quatre cintes penjants. Consta de planta i pis, amb una façana de composició simètrica, llevat de l'accés. Pertany a l'última etapa de Raspall que, en la seva activitat d'arquitecte municipal, feu una gran quantitat de projectes de cases entre mitgeres, en els que era primordial l'organització compositiva de la façana, per la qual recollia elements decoratius típics del noucentisme, en la seva vessant d'estilització barroca i acadèmica.                                                        | Correcte                                                                              | Casa                                       |
| 1922    | Casa Josep Estapé                           | Prat de la Riba 10-12                                                                              | Sense documentació descriptiva | Molt transformades                                                                    | Casa Josep Estapé                          |
| 1922    | Casa Joan Listuella Figueras                | Prat de la Riba                                                                                    | Sense documentació descriptiva | Desapareguda                                                                          | Casa Joan Listuella Figueras               |
| 1923    | Cases de Jaume Corbera «Can Mònic»          | Avda. Primer Marqués de les Franqueses, 123-145 41° 37′ 18″ N, 2° 17′ 35″ E / 41.62167°N,2.29306°E | Conjunt de 12 cases unifamiliars uniformes gairebé sense ornamentació. Varen ser construïdes per obtenir fons per l'hospital-asil de Granollers. | Correcte. Una d'elles ha sofert una modificació per instal·lar-hi un local comercial. | Cases de Jaume Corbera «Can Mònic»         |
| 1924    | Casa Antoni Lleonart                        | Carrer en projecte prop del carrer del Molí                                                        | Sense documentació descriptiva | Desapareguda                                                                          | Casa Antoni Lleonart                       |
| 1924    | Cases Antoni Ventura                        | Congost 39 i 41                                                                                    | Dues cases de cos de planta i pis. | Desaparegudes                                                                         | Casa Antoni Ventura                        |
| 1924    | Casa Francesc Marimon                       | Barcelona, 15 41° 36′ 27″ N, 2° 17′ 13″ E / 41.60750°N,2.28694°E                                   | El porxo de l'entrada és similar al de la casa Sallent de la Garriga, també de 1924. Destaca la signatura de Raspall a la porta, còpia de la que hi ha a la Casa Clapés. | Regular                                                                               | Casa Francesc Marimon                      |
| 1924    | Casa Francesc Marsans                       | Joan Prim, 61-65                                                                                   | Reforma de la façana afegint balcons a les quatre finestres del primer pis. | Desapareguda                                                                          | Casa Francesc Marsans                      |
| 1924    | Casa Josep Grau i Trull                     | Vallès                                                                                             | Sense documentació descriptiva | Desapareguda                                                                          | Casa Josep Grau i Trull                    |
| 1924    | Casa Joan Palaus Sirvent                    | Palaudàries                                                                                        | Afegir un pis a una obra preexistent. | Desapareguda                                                                          | Casa Joan Palaus Sirvent                   |
| 1924    | Casa Mamert Castellà                        | Ctra. Barcelona a Ribas                                                                            | Sense documentació | Desapareguda                                                                          | Casa Mamerto Castellà                      |
| 1924    | Casa Pere Rosell Vila                       | Carrer en projecte, prop del carrer del Molí                                                       | Sense documentació descriptiva | ?                                                                                     | Casa Pere Rosell Vila                      |
| 1924    | Casa Teresa Paré                            | Anselm Clavé - Plaça Perpinyà                                                                      | Sense documentació | Desapareguda                                                                          |                                            |
| 1924    | Casa i magatzem per a Manuel Vicente        | Molí, 19                                                                                           | Sense documentació descriptiva | Desapareguda                                                                          |                                            |
| 1925    | Casa Antoni Lleonart                        | Murillo - CSant Josep de Calassanç                                                                 | Sense documentació descriptiva | Desapareguda                                                                          | Casa Antoni Lleonart                       |
| 1925    | Casa Bossy                                  | C/ Santa Esperança, 6 41° 36′ 28″ N, 2° 17′ 17″ E / 41.60778°N,2.28806°E                           | Proposta molt evolucionada feta en pedra vermella d'el Figaró amb carreus rectes i un cistells representats a la forja de la barana del balcó. | Ben conservada                                                                        | Casa Bossy                                 |
| 1925    | Casa Antònia Olivé Rius                     | Vallès, 38                                                                                         | Sense documentació descriptiva | Desapareguda                                                                          | Casa Antònia Olivé Rius                    |
| 1925    | Casa Isabel García Balart                   | Indústria                                                                                          | Sense documentació descriptiva | Desapareguda                                                                          | Casa Isabel García                         |
| 1925    | Casa Joan Riera i Sanjaume                  | Carrer en projecte prop del carrer del Molí                                                        | Sense documentació descriptiva | Desapareguda                                                                          | Casa Joan Riera                            |
| 1925    | Casa Josep Ripoll Vila                      | Ctra. Masnou a Granollers, km 17                                                                   | Sense documentació descriptiva | Desapareguda                                                                          | Casa Josep Ripoll Vila                     |
| 1925    | Casa Joaquín Sanchiz                        | Santa Elisabet, 2                                                                                  | Es tracta d'una modificació de la finca preexistent. Sense documentació descriptiva | Correcte                                                                              | Casa Joaquín Sanchiz                       |
| 1925    | Casa Manuel Loren París                     | Molí                                                                                               | Sense documentació descriptiva | Desapareguda                                                                          | Casa Joaquín Sanchiz                       |
| 1925    | Casa Miquel Mayans                          | Miquel Ricomà                                                                                      | Es va afegir un pis a un habitatge preexistent. | Desapareguda                                                                          | Casa Miquel Mayans                         |
| 1926    | Casa i garatge Josep Pont                   | Muntanya                                                                                           | Sense documentació descriptiva | Desapareguda                                                                          | Casa i garatge Josep Pont                  |
| 1926    | Biblioteca Francesc Tarafa                  | Corró, 47 41° 36′ 37″ N, 2° 17′ 17″ E / 41.61028°N,2.28806°E                                       | Es tracta de la reforma de l'antic hospital de Granollers per convertir-lo en biblioteca. L'edifici gòtic original fou construït per Bertran de Seva al segle xiv-XV i prestà serveis com a centre sanitari fins al 1844. La reforma de Raspall consistí a decorar l'interior amb motius vegetals i vitralls modernistes. A la façana principal es reutilitzaren dues finestres gòtiques i s'obrí una rosassa. Alfons XIII l'inaugurà el 21 d'octubre de 1926.                                                                                                   | Correcte                                                                              | Antiga biblioteca Francesc Tarafa          |
| 1926    | Reformes façana casa Magdalena Bufí         | Sant Roc, 25 - Plaça Maluquer i Salvador, 2                                                        | Casa amb façana principal a la plaça Maluquer estructurada en planta, entresòl i pis amb coberta plana. La façana presenta dos volums, un d'ells en forma de torre que ubica l'escala i que acaba en un frontó amb formes déco. Els buits són rectangulars llevat els de l'entresòl que tenen forma d'arc de mig punt a manera de timpà dels corresponents de la planta baixa. | Correcte                                                                              | casa Magdalena Bufí                        |
| 1927    | Casa Sebastià Costa                         | Santa Anna, 13 41° 36′ 31″ N, 2° 17′ 12″ E / 41.60861°N,2.28667°E                                  | Edifici entre mitgeres d'origen medieval reformat per Raspall. Destaca les teules de ceràmica del pis superior amb finestres lleugerament mansardades. | Correcte                                                                              | Casa Sebastià Costa                        |
| 1928    | Casa Sebastià Costa «Can Biel»              | Santa Anna, 6 41° 36′ 31″ N, 2° 17′ 13″ E / 41.60861°N,2.28694°E                                   | Edifici amb l'estil de la darrera època. Consta de dos cossos: un fet en pedra que conté l'escala i el cos principal fet en totxo amb un gran finestral en arc al primer pis. | Correcte                                                                              | Casa Sebastià Costa "Can Biel"             |
| 1929    | Casa Pere Gendra                            | Alfons IV, 72 41° 36′ 14″ N, 2° 17′ 15″ E / 41.60389°N,2.28750°E                                   | Correcte | Casa Pere Gendra                                                                      |                                            |
| 1929    | Urbanització de la plaça de la Corona       | Pl. Corona                                                                                         | Les reformes que coincidien amb una nova visita reial a Granollers, contenia un monument als soldats morts a la guerra d'Àfrica, avui desaparegut. Si bé l'estructura que li va donar Raspall s'ha conservat, la recent transformació en zona de vianants de la plaça i l'antiga carretera a la part central de Granollers del 2012 ha modificat el seu contingut. | Correcte                                                                              | Plaça Corona                               |
| 1929    | Casa Enric Deu Umbert                       | Avda. Francesc Macià, 90-92 - Mallorca, 2                                                          | Sense documentació descriptiva | Correcta                                                                              | Casa Enric Deu Umbert                      |
| 1930    | Casa Manuel Cola Safont                     | Indústria                                                                                          | Sense documentació descriptiva | Desapareguda                                                                          | Casa Manuel Cola Safont                    |
| 1932    | Casa Pau Ciurans Castellsagué               | Avda. Francesc Macià                                                                               | Sense documentació descriptiva | Desapareguda                                                                          |                                            |
| 1933    | Casa Josep Solasegalés i Nuri               | Indústria - Sant Josep de Calassanç                                                                | Sense documentació descriptiva | Desapareguda                                                                          | Casa Josep Solasegalés                     |
| 1933    | Casa Eduard Corbera                         | Avda. Prat de la Riba                                                                              | Sense documentació descriptiva | Desapareguda                                                                          |                                            |
| 1933    | Casa Pau Riera Monells                      | Princesa, 8                                                                                        | Casa senzilla amb canvis respecte al projecte. | Regular                                                                               | Casa Pau Riera Monells                     |
| 1933    | Casa Alfred Baró                            | Sant Jaume                                                                                         | Sense documentació descriptiva | Desapareguda                                                                          |                                            |
| 1933    | Casa Joan Martí Rabassa                     | Sant Jaume prop Isabel de Villena                                                                  | Sense documentació descriptiva | Desapareguda                                                                          |                                            |
| 1933    | Casa Josep Solé                             | Sant Jaume                                                                                         | Sense documentació descriptiva | Desapareguda                                                                          |                                            |
| 1933    | Casa Josefa Casals                          | Avda. Santiago Rusiñol                                                                             | Sense documentació descriptiva | Desapareguda                                                                          |                                            |
| 1933    | Casa Pere Ribalta Albreda                   | Paral·lela a Avda. Santiago Rusiñol                                                                | Sense documentació descriptiva | Desapareguda                                                                          |                                            |
| 1933    | Casa Fèlix Polls Albertí                    | Avda. Santiago Rusiñol, 110                                                                        | Sense documentació descriptiva | Desapareguda                                                                          |                                            |
| 1933    | Casa Eusebi Turró Constans                  | Indústria                                                                                          | Sense documentació descriptiva | Desapareguda                                                                          | Casa Eusebi Turró Constans                 |
| 1933    | Casa Pedro Barbany Sempera                  | CIndústria, 35                                                                                     | Sense documentació descriptiva | Desapareguda                                                                          |                                            |
| 1933    | Casa Rosa Ballús Massó                      | Francesc Ribas, 44                                                                                 | Casa senzilla de planta baixa. | Regular                                                                               | Casa Rosa Ballús Massó                     |
| 1933    | Casa Julià Ridameya Llobet                  | Crta. Caldes a Cardedeu, km.13,950                                                                 | Sense documentació descriptiva | ?                                                                                     |                                            |
| 1933    | Casa Francesc Masat i Casanova              | Menéndez Pelayo (11 ?)                                                                             | Sense documentació descriptiva | ?                                                                                     |                                            |
| 1933    | Casa Josep Pont Cañas                       | Torreta                                                                                            | Sense documentació descriptiva | Desapareguda                                                                          |                                            |
| 1933    | Casa Wenceslao Virgili                      | Barri de Palou                                                                                     | Sense documentació descriptiva | ?                                                                                     |                                            |
| 1933    | Casa Joan Serra i Dalmau                    | Avda. Prat de la Riba i Miquel Ricomà                                                              | Sense documentació descriptiva | ?                                                                                     |                                            |
| 1933    | Reformes casa Manuel Carrió i Cuscuela      | Al projecte hi figura Corts Catalanes, ja que aquest carrer va canviar el seu nom el 1939.         | Sense documentació descriptiva | ?                                                                                     |                                            |
| 1933    | Casa Joan Jofra                             | Álvarez de Castro - Sant Josep de Calassanç                                                        | Sense documentació descriptiva | Regular                                                                               | Casa Joan Jofra                            |
| 1933    | Casa Josep Pagès                            | Álvarez de Castro - Sant Josep de Calassanç                                                        | Sense documentació descriptiva | Desapareguda                                                                          |                                            |
| 1933    | Casa Jaume Montañà                          | Isabel de Villena - Sant Jaume                                                                     | Sense documentació descriptiva | Desapareguda                                                                          |                                            |
| 1935    | Casa                                        | Joan Prim, 98                                                                                      | Casa de planta i pis amb coberta plana amb una barana de forja emmarcada entre dos medallons de dibuixos geomètrics de llenguatge déco. Els buits tenen una llinda plana i una figurada en forma triangular feta de totxo i clau de pedra. | Regular                                                                               | Casa Joan Prim, 98                         |

### l'Hospitalet de Llobregat
| Any  | Nom         | Ubicació                                                                     | Descripció | Estat    | Foto                      |
| ---- | ----------- | ---------------------------------------------------------------------------- | --- | -------- | ------------------------- |
| 1911 | Can Buxeres | Crta. Esplugues 41° 21′ 53.17″ N, 2° 05′ 48.12″ E / 41.3647694°N,2.0967000°E | Raspall va dissenyar els jardins, un templet de mosaic i la portalada de forja de la casa principal de Can Buxeres. Algunes fonts atribueixen erròniament a Raspall la reforma del palauet neoclàssic del segle xviii, però varen ser dues intervencions diferents. | Correcte | Can Buxeres · Can Buxeres |

### Montmeló
| Any  | Nom                   | Ubicació                                                               | Descripció | Estat        | Foto                                            |
| ---- | --------------------- | ---------------------------------------------------------------------- | ---------- | ------------ | ----------------------------------------------- |
| 1930 | Escorxador municipal  | C/ Santiago Rusiñol 41° 33′ 01″ N, 2° 15′ 05″ E / 41.55028°N,2.25139°E |            | Degradat     | Escorxador de Montmeló · Escorxador de Montmeló |
| 1933 | Casa Nicolas Castells | C/ ?                                                                   |            | Desapareguda | Casa Nicolas Castells                           |

### Ocata (El Masnou)
| Any  | Nom                 | Ubicació | Descripció | Estat   | Foto                |
| ---- | ------------------- | --- | --- | ------- | ------------------- |
| 1933 | Casa Ramon Balcells | C/ Sant Agustí. Actualment, C/Puerto Rico, 9-11 41° 28′ 53.17″ N, 2° 19′ 39.62″ E / 41.4814361°N,2.3276722°E | Es tractava de dues cases amb dos habitatges cadascuna a la planta baixa i primer pis. Els habitatges de les plantes baixes han estat convertits en comerços. | Regular | Casa Ramon Balcells |

### Palma
| Any  | Nom           | Ubicació                  | Descripció | Estat                 | Foto          |
| ---- | ------------- | ------------------------- | --- | --------------------- | ------------- |
| 1909 | Teatre Balear | Pl. Comtat de Rosselló, 4 | Inaugurat el 4 de desembre de 1909. Tenia capacitat per a 4.000 persones i combinava cinema i varietats. Era una obra d'Antoni Vaquer en la qual Raspall va ser l'autor de la façana d'un marcat estil modernista. El 1918 va ser adquirit per l'empresari Josep Tous Ferrer. El 1968 va patir una reforma i va perdre la façana modernista. | Totalment transformat | Teatre Balear |

### La Roca del Vallès
| Any  | Nom                            | Ubicació                                                                               | Descripció                                                  | Estat                                   | Foto               |
| ---- | ------------------------------ | -------------------------------------------------------------------------------------- | ----------------------------------------------------------- | --------------------------------------- | ------------------ |
| 1920 | Reforma del Castell de Vilalba | Camí del Castell de Vilalba 41° 37′ 50.74″ N, 2° 20′ 57.4″ E / 41.6307611°N,2.349278°E | Reformes al pis principal per encàrrec de Francesc Rivière. | Actualment és la seu d'un club de golf. | Castell de Vilalba |

### Samalús
| Any  | Nom                | Ubicació                                                                           | Descripció | Estat    | Foto               |
| ---- | ------------------ | ---------------------------------------------------------------------------------- | --- | -------- | ------------------ |
| 1912 | Can Flaqué         | Ctra. de Llinars, km 37,5 41° 41′ 33″ N, 2° 19′ 27″ E / 41.69250°N,2.32417°E       | Es tracta de la casa pairal dels Flaqué de data indeterminada. La intervenció de Raspall respon a un projecte per enllaçar la casa amb el jardí, del qual només es va construir una terrassa i el portal. La terrassa aprofita el desnivell per funcionar a dos nivells, el superior envoltat per una balustrada. Hi ha dobles columnes a dues bandes enllaçades amb bigues de ferro amb formes corbes sinuoses que sustenten un entaulament amb decoracions florals i gerros. Entre les columnes de la mateixa banda hi ha una sanefa horitzontal amb calats entre les flors. La zona inferior està coberta per trams de volta rebaixada, té una cara oberta, amb balustrada i pilars dobles quadrats, fets de maó vist que formen entre ells una mena d'arcs. | Correcte | Can Flaqué         |
| 1919 | Escoles de Samalús | ctra. BP-5107, km. 37 41° 41′ 20.76″ N, 2° 19′ 18.85″ E / 41.6891000°N,2.3219028°E | És una construcció de planta rectangular, d'un sol pis i amb la coberta a quatre vessants. A la façana principal s'observen obertures de diferents mides i al seu damunt un fals arc, en relleu. Una franja horitzontal de ceràmica envolta tot el perímetre de l'edifici i la mateixa ceràmica es troba en els ampits de les finestres. Va ser una donació de Javier Flaquer Juvany († 9-3-1957), propietari benestant de Can Flaqué (Samalús) que va ser president del Banc de Granollers. | Molt bé  | Escoles de Samalús |

### Sant Antoni de Vilamajor
| Any  | Nom                        | Ubicació                                                                | Descripció | Estat   | Foto                    |
| ---- | -------------------------- | ----------------------------------------------------------------------- | --- | ------- | ----------------------- |
| 1910 | Casa per al seu cosí Miret | C/França, 22 41° 40′ 18.7″ N, 2° 24′ 04.22″ E / 41.671861°N,2.4011722°E | La casa va ser del seu cosí Miret, pare del que va ser col·laborador seu l'August Miret i Balde, casat amb la seva neboda Lluïsa Rull i Raspall, filla de la seva germana Mercè. Una obra extremadament preocupada pel disseny de la façana. Una planta i un programa simètrics es resolen a l'exterior amb una valenta i arbitrària reiteració de l'asimetria. A la planta baixa de pedra, un gran arc asimètric carregat a l'esquerra amb un ampit de ceràmica blava i al pis la barana del balcó amb forja en coup de fouet rematada per caps de drac. | Regular | Casa per a August Miret |

### Tarragona
| Any  | Nom                    | Ubicació  | Descripció | Estat            | Foto                   |
| ---- | ---------------------- | --------- | --- | ---------------- | ---------------------- |
| 1912 | Teatre Coliseu Mundial | Adrià, 26 | Era un local amb capacitat per 1.400 espectadors d'estil modernista amb certes similituds al teatre Balear. El 4 de maig de 1927 va patir un incendi que, en ser el seu interior de fusta, el va cremar totalment. | Destruït el 1927 | Teatre Coliseu Mundial |

### Terrassa
| Any  | Nom                       | Ubicació                                                                              | Descripció | Estat    | Foto                      |
| ---- | ------------------------- | ------------------------------------------------------------------------------------- | --- | -------- | ------------------------- |
| 1921 | Casa Celedonio Badia Tort | Ctra. de Martorell, 54 - Galileu, 2 41° 33′ 24″ N, 2° 0′ 19″ E / 41.55667°N,2.00528°E | Habitatge plurifamiliar, entre mitgeres, que ocupa una parcel·la triangular situada a la cantonada del carrer de Galileu i la carretera de Martorell. Consta de planta baixa i dos pisos, amb terrat. Les façanes, unides per un parament arrodonit, mostren una composició simètrica, amb obertures allindanades que formen balconades cantoneres en el primer i segon pis, i profusió d'elements ornamentals (motllures, cornises, balustrades, pilastres adossades, etc.). La part posterior de l'edifici és molt estreta i presenta terrasses amb barana de balustres al primer i segon pis. | Correcte | Casa Celedonio Badia Tort |

### Vic
| Any  | Nom                                 | Ubicació          | Descripció | Estat    | Foto               |
| ---- | ----------------------------------- | ----------------- | --- | -------- | ------------------ |
| 1921 | Casa Serratosa (o de Carme Collell) | Torras i Bages, 6 | La casa és d'un estil modernista tardà, amb ús del ferro forjat, formes arrodonides als balcons i finestrals i l'ús de diversos materials (com fusta, ferro, ceràmica, vitralls de colors…) com elements més destacables. Després d'haver estat construïda com a casa particular d'una família, l'any 1981 va ser comprada per l'Ajuntament de Vic. Actualment és la seu de l'Escola de Música i del Conservatori de Vic. | Correcte | Casa Carme Collell |